# Scandinavian Airlines
Scandinavian Airlines, più comunemente conosciuta come SAS, è la compagnia aerea di bandiera di Danimarca, Norvegia e Svezia. SAS è l'abbreviazione del nome completo della compagnia, Scandinavian Airlines System o legalmente Scandinavian Airlines System Denmark-Norway-Sweden.
La compagnia fa parte del gruppo SAS e la sua sede si trova presso l'edificio SAS Frösundavik a Solna, in Svezia. L'hub principale della compagnia aerea è l'aeroporto di Copenaghen, con collegamenti verso destinazioni in tutto il mondo. L'aeroporto di Stoccolma-Arlanda è il secondo hub più grande e l'aeroporto di Oslo-Gardermoen è il terzo. Esistono anche hub secondari minori presso: l'aeroporto di Bergen-Flesland, l'aeroporto di Göteborg-Landvetter, l'aeroporto di Stavanger-Sola e l'aeroporto di Trondheim-Værnes. SAS Cargo è una sussidiaria indipendente e interamente controllata da Scandinavian Airlines, la sua sede principale è presso l'aeroporto di Copenaghen.
Nel 2017, SAS ha trasportato 28,6 milioni di passeggeri, ottenendo un fatturato di 40 miliardi di corone svedesi. Ciò l'ha resa l'ottava compagnia aerea più grande d'Europa e la più grande in Danimarca e Svezia. La flotta di SAS è composta da più di 120 aeromobili composti da: Airbus A319, Airbus A320, Airbus A320neo, Airbus A321, Airbus A330, Airbus A350 e Boeing 737 Next Generation. SAS possiede in leasing anche ATR 72 e Bombardier CRJ900.
La compagnia aerea è stata fondata nel 1946 come consorzio per unire le operazioni transatlantiche della compagnia aerea svedese Svensk Interkontinental Lufttrafik, della norvegese Det Norske Luftfartselskap e della danese Det Danske Luftfartselskab. Il consorzio è stato esteso a una cooperazione europea e nazionale due anni dopo. Nel 1951, tutte le compagnie aeree furono fuse per creare SAS. SAS è stata descritta come "un'icona della cooperazione norvegese-svedese-danese". Il 27 giugno 2018, il governo norvegese ha annunciato di aver venduto tutte le sue azioni in SAS.
Nel 1997, SAS è stato uno dei membri fondatori di una delle principali alleanze di compagnie aeree, Star Alliance. Dal 1º settembre 2024, in seguito all'ingresso di Air France-KLM nella proprietà della compagnia, SAS è passata a SkyTeam.

## Storia

### Fondazione

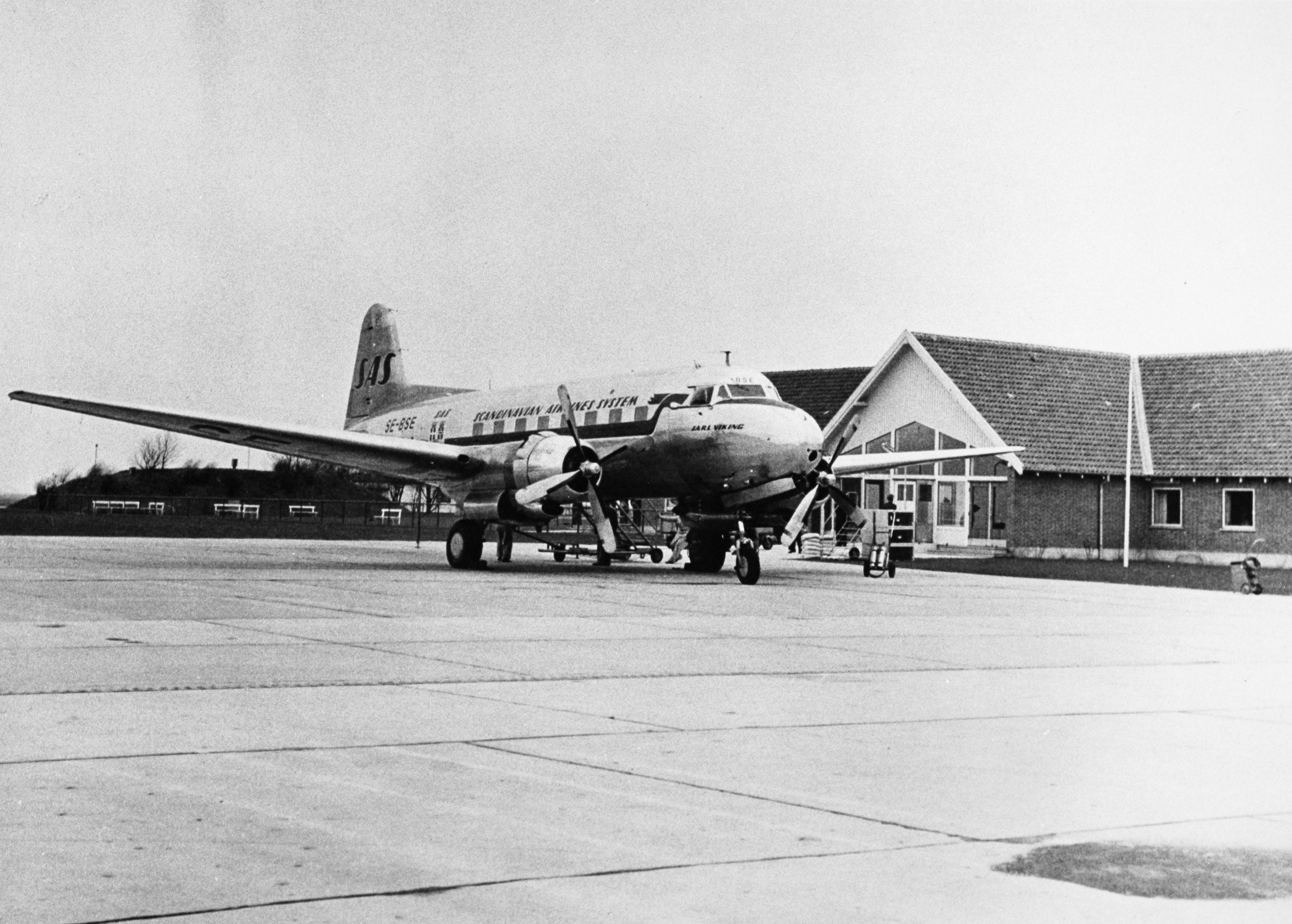
Un Saab 90 Scandia all'Aeroporto di Aalborg nei primi anni '50.

La compagnia aerea venne fondata il 1º agosto 1946, quando Svensk Interkontinental Lufttrafik AB (una compagnia aerea di proprietà della famiglia svedese Wallenberg), Det Danske Luftfartselskab A/S e Det Norske Luftfartselskap AS (le compagnie di bandiera di Danimarca e Norvegia) strinsero una partnership per gestire il traffico aereo intercontinentale di questi tre paesi scandinavi. Il primo presidente della SAS fu Per A. Norlin. Il 17 settembre 1946 iniziarono le operazioni sotto la nuova entità, il primo servizio internazionale fu condotto tra Stoccolma e New York. Nel giro di sei mesi, SAS stabilì un nuovo record per il trasporto del più pesante carico aereo attraverso l'Atlantico su un aereo di linea passeggeri, trasportando un quadro elettrico da 1.400 libbre da New York alla compagnia Sandvik in Svezia.
Nel 1948, la compagnia di bandiera svedese AB Aerotransport si unì a SAS, coordinando rapidamente le sue operazioni europee con quest'ultima. Tre anni dopo, le società si fusero formalmente per formare il Consorzio SAS. Una volta stabilita, la proprietà della compagnia aerea venne divisa tra SAS Danmark (28,6%), SAS Norge (28,6%) e SAS Sverige (42,8%), tutte di proprietà del 50% da investitori privati e del 50% dai loro governi.

### Rotta transpolare

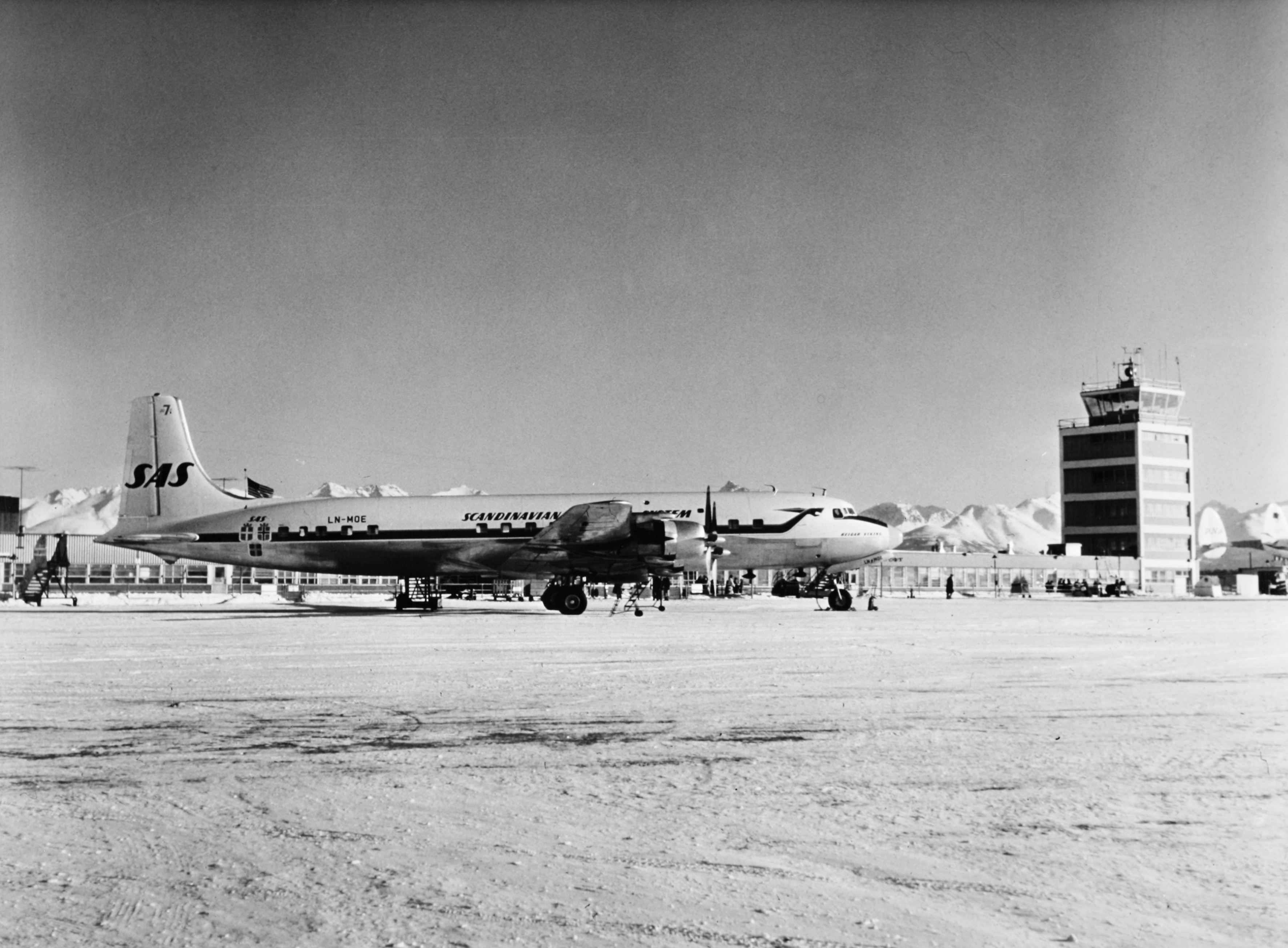
Un Douglas DC-7 all'Aeroporto di Anchorage nei primi anni '50.

Nel 1954, SAS divenne la prima compagnia aerea a iniziare voli di linea su una rotta polare, operando con un Douglas DC-6B da Copenaghen a Los Angeles con scali a Søndre Strømfjord (ora Kangerlussuaq) in Groenlandia e Winnipeg in Canada. Nell'estate del 1956, il traffico sulla rotta aveva giustificato l'aumento della frequenza a tre voli a settimana. Il servizio si rivelò relativamente popolare tra le celebrità di Hollywood e i membri dell'industria cinematografica. Grazie a una struttura tariffaria che consentiva il transito gratuito verso altre destinazioni europee via Copenaghen, questa rotta transpolare divenne sempre più popolare tra i turisti americani negli anni cinquanta.
Nel 1957, SAS divenne la prima compagnia aerea a offrire un servizio intorno al mondo attraversando il Polo Nord tramite una seconda rotta polare servita da Douglas DC-7C che volavano da Copenaghen a Tokyo attraverso l'aeroporto Internazionale di Anchorage-Ted Stevens in Alaska. Il volo attraverso l'Alaska era una soluzione di compromesso poiché l'Unione Sovietica non avrebbe permesso a SAS, tra gli altri vettori aerei, di volare attraverso la Siberia tra l'Europa e il Giappone e anche lo spazio aereo cinese era chiuso.

### Era dei jet

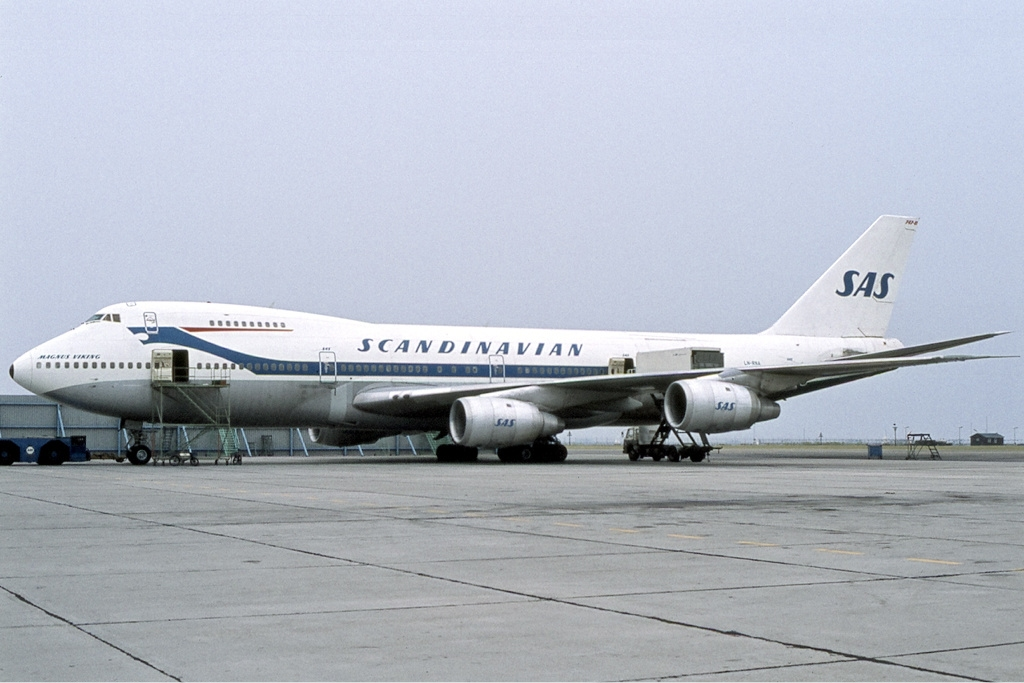
Un Boeing 747-200 all'Aeroporto di Copenaghen-Kastrup nel 1982.

Nel 1959, SAS entrò nell'era dei jet, dopo aver acquistato un certo numero di Sud Aviation Caravelle di costruzione francese come primo aereo di linea della compagnia. Durante l'anno successivo, anche un altro aereo di linea, il Douglas DC-8, fu inserito nella flotta.
Oltre ai moderni aerei di linea, SAS adottò anche pratiche e sistemi operativi innovativi per migliorare l'esperienza dei clienti. Nel 1965 diventò la prima compagnia aerea a introdurre un sistema di prenotazione elettronico. Nel 1971, SAS introdusse in servizio il suo primo jumbo jet Boeing 747. Nel 1982 venne riconosciuta come la compagnia aerea più puntuale operante in Europa in quel momento.
Durante i suoi primi decenni, la compagnia costruì due grand hotel nel centro di Copenaghen, il SAS Royal Hotel (5 stelle) e l'ancora più grande SAS Hotel Scandinavia (4 stelle, con un casinò al 26º piano). Nel 1980, SAS aprì il suo primo hotel al di fuori della Scandinavia, il SAS Kuwait Hotel. Nel 1989, la divisione alberghi di SAS possedeva una quota del 40% nell'Intercontinental Hotels Group. A seguito della deregolamentazione dell'aviazione commerciale in Europa e delle pressioni concorrenziali dei nuovi rivali, SAS incontrò difficoltà economiche (così come molte compagnie aeree di bandiera storiche), ciò contribuì fortemente alla decisione della compagnia di vendere la sua catena di hotel al Radisson Hotel Group nel 1992.

### Consolidamento, acquisizioni e partnership
Nel 1981 Jan Carlzon venne nominato CEO di SAS; durante il suo mandato, la società subì una svolta finanziaria di successo e che prevedeva la proprietà di SAS in più compagnie aeree in tutto il mondo. SAS acquisì gradualmente il controllo dei mercati domestici in tutti e tre i paesi; ciò fu ottenuto acquisendo il controllo totale o parziale di varie compagnie aeree locali concorrenti, tra cui Braathens e Widerøe in Norvegia; Linjeflyg e Skyways Express in Svezia e Cimber Air in Danimarca. Nel 1989, SAS acquisì il 18,4% della Texas Air Corporation, la società madre di Continental Airlines, nel tentativo di formare un'alleanza globale. Tuttavia ciò non avvenne e la partecipazione nella Texas Air Corporation fu successivamente venduta. Durante gli anni novanta, SAS entrò in possesso di una partecipazione del 20% in British Midland, oltre ad acquistare il 95% di Spanair, la seconda compagnia aerea spagnola, oltre ad Air Greenland.
Durante i primi anni novanta, SAS tentò senza successo di fondersi con la compagnia aerea olandese KLM, insieme a Austrian Airlines e Swissair, in una proposta di entità combinata comunemente chiamata Alcazar. Tuttavia, mesi di negoziati per questa ambiziosa fusione alla fine fallirono a causa di molteplici questioni irrisolte; questo fallimento strategico contribuì pesantemente alla partenza di Carlzon quello stesso anno e alla sua sostituzione con Jan Reinås. La compagnia festeggiò il suo 50º anno di attività il 1º agosto 1996 con l'armonizzazione e il nome della società madre di SAS in SAS Danmark A/S, SAS Norge ASA e SAS Sverige AB. Nel maggio 1997, SAS divenne un membro fondatore della rete globale Star Alliance, unendosi a compagnie aeree come: Air Canada, Lufthansa, Thai Airways International e United Airlines.

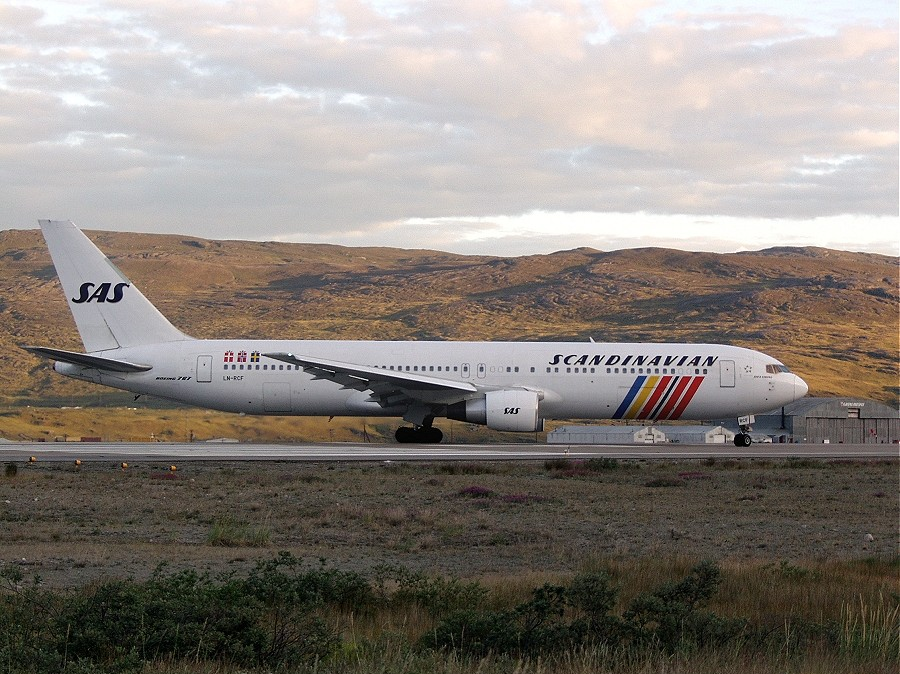
Un Boeing 767-300ER all'aeroporto di Kangerlussuaq, in Groenlandia, nel 2001. SAS ha operato voli verso la dipendenza danese per più di 50 anni fino a marzo 2003. La rotta è stata riaperta nella primavera del 2007 fino a gennaio 2009.

Nel giugno 2001 la struttura proprietaria di SAS venne modificata, con la creazione di una holding in cui le partecipazioni dei governi divennero Svezia (21,4%), Norvegia (14,3%) e Danimarca (14,3%), mentre il restante 50% detenute e negoziate in borsa. Nel corso del 2004, SAS venne nuovamente ristrutturata, suddivisa in quattro società separate: SAS Scandinavian Airlines Sverige AB, SAS Scandinavian Airlines Danmark A/S, SAS Braathens AS e SAS Scandinavian International AS. SAS Braathens venne ribattezzata SAS Scandinavian Airlines Norge AS nel 2007. Tuttavia, nell'ottobre 2009, le quattro società vennero nuovamente unite in un'unica entità, denominata SAS Scandinavian System AB.

### Ristrutturazione
Con la crescita delle compagnie aeree a basso costo e la diminuzione delle tariffe in Scandinavia, l'azienda entrò in difficoltà finanziaria. Entro il 2009, le pressioni concorrenziali avevano costretto la compagnia aerea a lanciare un'iniziativa di riduzione dei costi. Nella prima fase, l'azienda ha venduto le sue partecipazioni in altre società, come British Midland International, Spanair e airBaltic e ha iniziato a ristrutturare le sue operazioni. Nel gennaio 2009 è stato firmato un accordo per la cessione di oltre l'80% delle partecipazioni in Spanair con un gruppo catalano di investitori guidati da Consorci de Turisme de Barcelona e Catalana d'Inciatives.
Nel mese di novembre 2012, la società è stata sottoposta a forti pressioni da parte dei suoi proprietari e delle banche per l'attuazione di misure di riduzione dei costi ancora più pesanti come condizione per un sostegno finanziario continuo. La trattativa con i rispettivi sindacati si è svolta per più di una settimana, superata la scadenza originaria; alla fine è stato raggiunto un accordo tra SAS e sindacati che avrebbe aumentato l'orario di lavoro, riducendo gli stipendi dei dipendenti tra il 12 e il 20 per cento, insieme a riduzioni dei piani prepensionistici e pensionistici. SAS ha sollevato critiche per il modo in cui aveva gestito i negoziati, avendo secondo quanto riferito negato agevolazioni alle delegazioni sindacali.
Nel 2017, SAS ha annunciato che stava formando una nuova compagnia aerea, Scandinavian Airlines Ireland, operante dall'aeroporto di Londra-Heathrow e dall'aeroporto di Malaga per effettuare rotte europee per conto della società madre utilizzando nove Airbus A320neo. SAS ha cercato di sostituire i propri aerei con alcuni più economici e basati al di fuori della Scandinavia per competere meglio con altre compagnie aeree.
Nel corso del 2018, SAS ha annunciato di aver effettuato un ordine per 50 Airbus A320neo per facilitare la creazione di una flotta "a tipo singolo". Nello stesso anno, il governo norvegese ha ceduto la sua partecipazione nella compagnia aerea.
Nel luglio 2021, la Commissione europea ha approvato una misura di aiuto svedese e danese di circa 356 milioni di dollari a sostegno di SAS. Nel settembre 2021, SAS ha annunciato che avrebbe costituito due filiali operative: SAS Connect, derivante dalla ridenominazione di SAS Ireland e SAS Link, una nuova entità operante con Embraer 195.

### L'acquisto da parte di Air France-KLM
A causa dell'insuccesso del lungo piano di ristrutturazione, ulteriormente ostacolato dalla pandemia di Covid-19 e da scioperi del personale, il Governo della Svezia ha annunciato nell'aprile 2022 che non avrebbe più versato altri fondi nella compagnia, che è quindi divenuta insolvente. Il 5 luglio SAS ha ufficialmente attivato la procedura del Chapter 11 negli Stati Uniti. Nel tentativo di tornare in attivo, la compagnia ha intrapreso numerose misure come la restituzione di alcuni aeromobili in leasing e la ricerca di un nuovo investitore.
Nell'ottobre 2023 il gruppo Air France-KLM ha annunciato l'interesse ad acquistare il 19,9% delle azioni di SAS, collaborando con altri investitori al suo rilancio. L'operazione è stata approvata dalla Commissione europea il 28 giugno 2024. In seguito, la nuova proprietà ha azzerato i debiti, consentendo l'uscita dal Chapter 11.
Tra le conseguenze, l'uscita di SAS (a partire dal 1º settembre 2024) da Star Alliance (di cui era uno dei fondatori) per l'adesione a SkyTeam.

## Identità aziendale

### Marchio

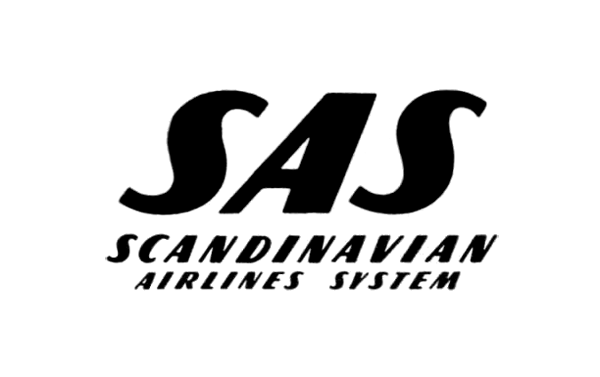
1946-1983
1983-1998
1998-2016
2016-

### Livree
I primi aerei della compagnia non erano verniciati ma presentavano, in contrasto al colore argento specchiato della lamiera nuda, una striscia blu scuro che scorreva sotto i finestrini lungo tutta la fusoliera. Nella parte anteriore essa prendeva le sembianze di una testa di drago, forma tipica delle polene delle navi vichinghe, mentre andava via via stringendo verso la coda, per terminare con 3 stemmi raffiguranti le bandiere di Svezia, Norvegia e Danimarca, sovrastati dalla sigla SAS. Sopra i finestrini, sempre in blu, vi era scritto "SCANDINAVIAN AIRLINES SYSTEM" e sulla deriva solo "SCANDINAVIAN" in bianco su una fascia blu.
Nella seconda metà degli anni 40, la livrea venne aggiornata verniciando di bianco tutta la parte superiore della fusoliera e l'impennaggio verticale (pancia, ali e motori rimasero invece di colore metallico). La striscia blu venne spostata all'altezza dei finestrini e il design della testa di drago venne modernizzato e reso più stilizzato. Nella parte bianca appariva adesso solo la parola "SCANDINAVIAN" con caratteri più grandi e distanziati; sul timone, la scritta per esteso fu sostituita dalla sigla "SAS".
Nel 1983 la compagnia optò per un totale abbandono ai riferimenti vichinghi. Il compito di rinnovare l'identità aziendale fu affidato alla Landor Associates che presentò una livrea caratterizzata dalla fusoliera totalmente bianca, con delle strisce verticali oblique che riprendevano i colori delle bandiere di Svezia, Danimarca e Norvegia. Gli stemmi nella parte posteriore vennero mantenuti ma furono disposti su un'unica riga. Nel caso di aerei con motori in coda (ad esempio i DC-9) i tre stemmi venivano dipinti direttamente sui motori.
Con il progetto "SAS 2000", nel 1998 fu introdotta un'ulteriore livrea. Venne scelto un tenue argento perlato per la fusoliera, la scritta venne sostituita da "Scandinavian Airlines" ("Scandinavian" in grigio e "Airlines" in bianco) disposta stavolta su due righe e sulla parte anteriore dell'aereo, utilizzando per la prima volta "Rotis Semi Serif", un font diverso da quello usato nel logo. Le strisce colorate sparirono, i motori vennero dipinti in arancio scuro e la coda in blu, con all'interno il logo SAS in bianco. Le tre bandiere nazionali coronate furono sostituite con pattern quadrati rappresentanti le bandiere scandinave.
Dopo 21 anni, nel 2019, la livrea subì un restyling. Il blu della coda venne fatto proseguire verso il basso fino a collegarsi al lato opposto, il logo SAS venne inserito in grande anche nella parte anteriore dell'aereo (sostituendo così la scritta per esteso, che però compare sia sui motori che sotto la fusoliera, in modo tale da essere visibile anche da terra) in una tonalità argentea. Lo stesso colore venne scelto per i motori, ai quali è stato aggiunto un bordo blu all'estremità anteriore della gondola. Sulla coda gli emblemi stilizzati furono trasformati in una linea orizzontale con i colori e le proporzioni delle tre bandiere nazionali.
Nel corso degli anni, SAS ha utilizzato le seguenti livree:

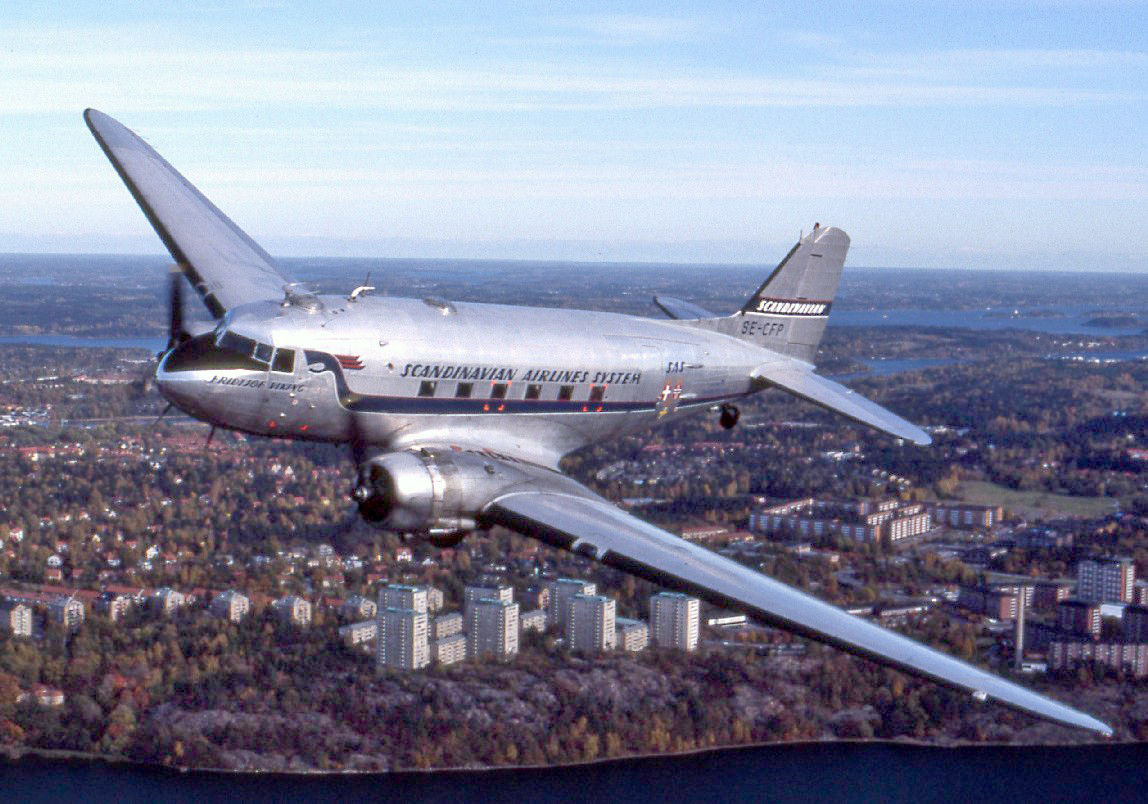
Un Douglas DC-3 con la livrea originaria "Testa di drago".
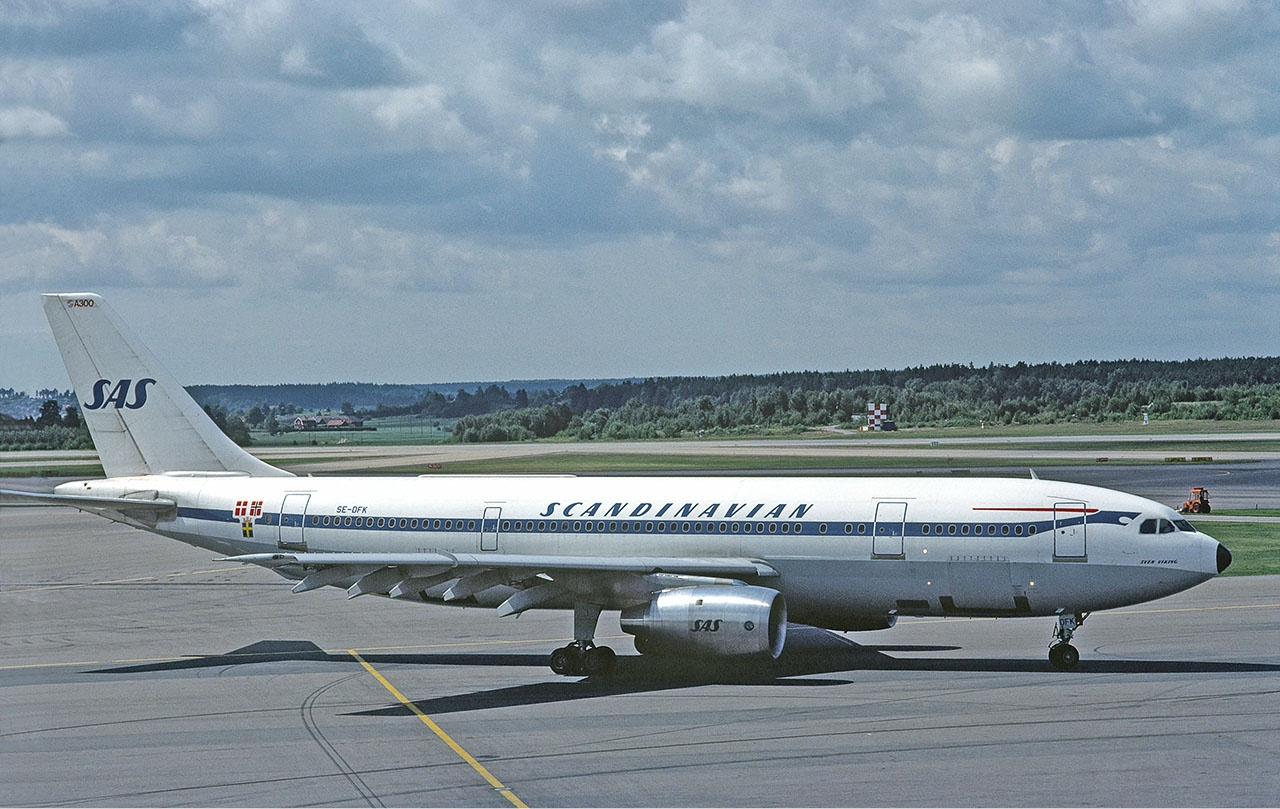
Un Airbus A300B2 con la livrea introdotta a fine anni '40.
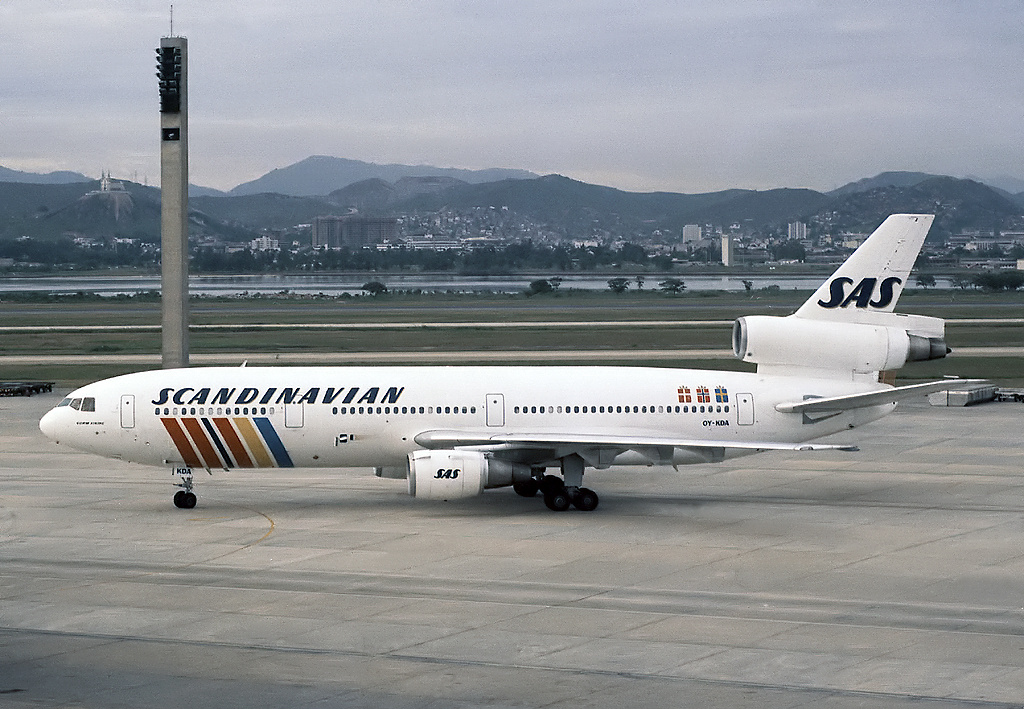
Un McDonnell Douglas DC-10 con la livrea del 1983.
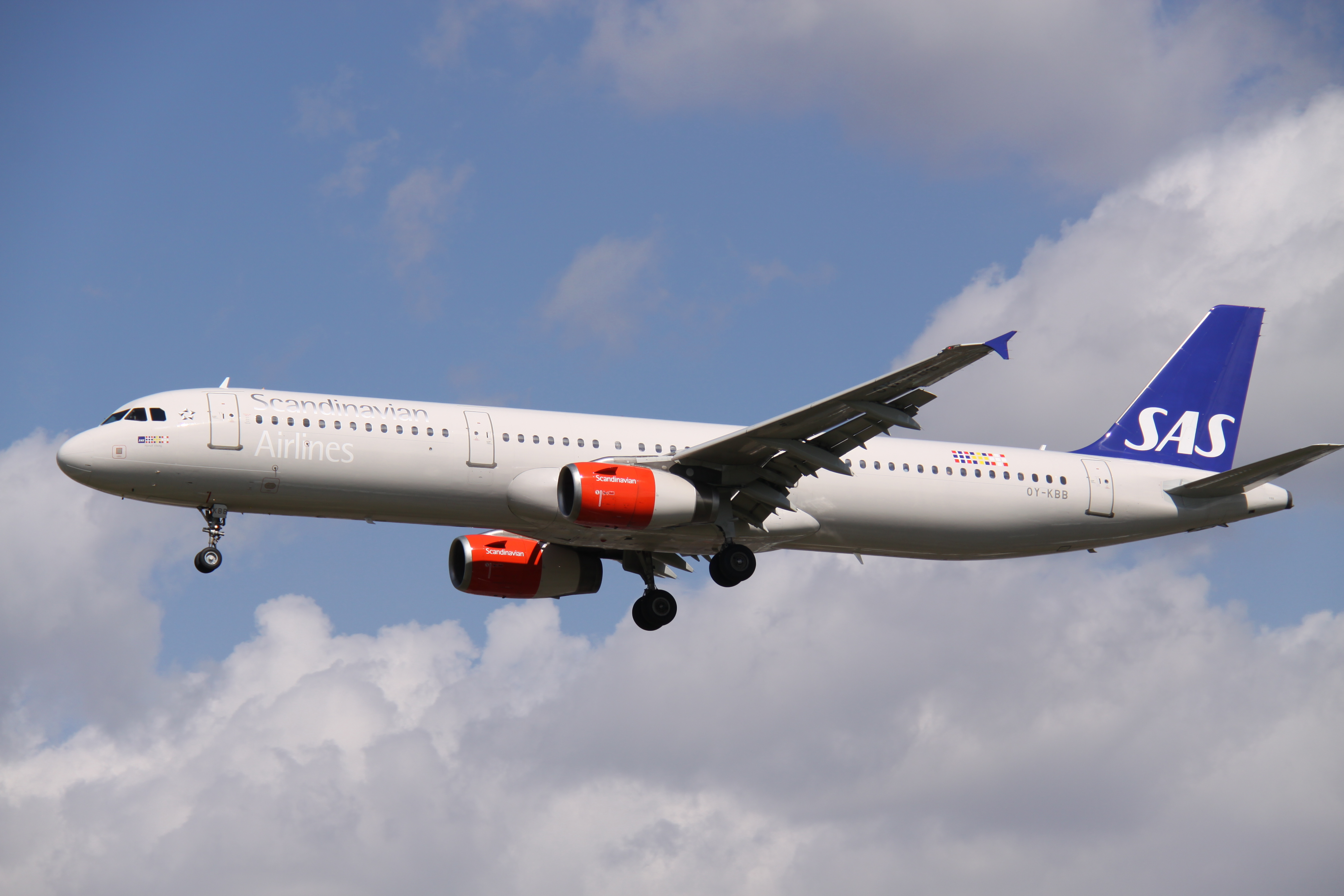
Un Airbus A321-200 con la livrea del 1998.
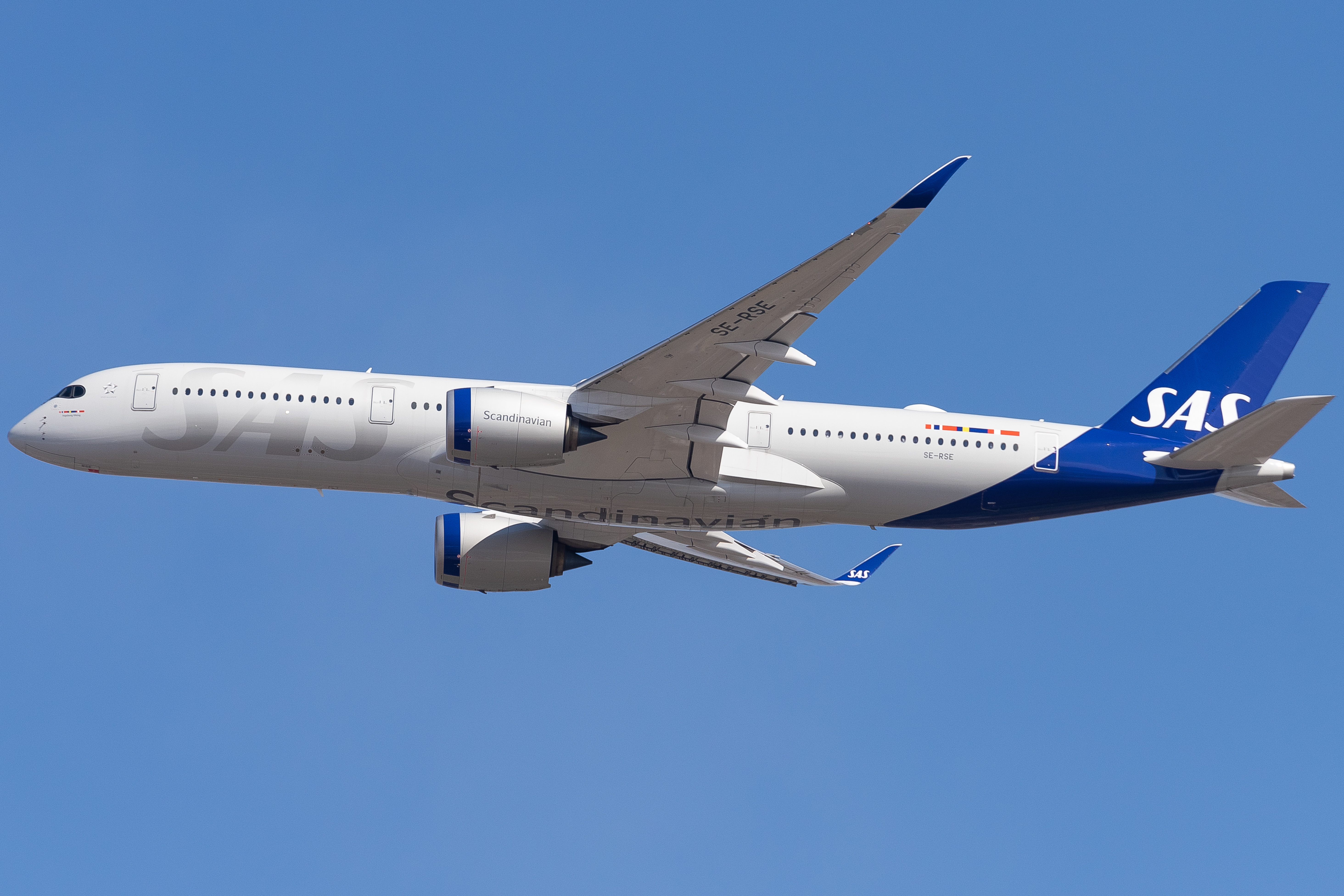
Un Airbus A350-900 con la livrea presentata nel 2019.

#### Livree speciali
Quattro Douglas DC-9-40 consegnati a SAS tra il 1978 e il 1979 (OY-KGS, LN-RLP, SE-DDS e SE-DDT) presentavano una variante "nuda" della livrea standard di allora, con metallo a vista anziché bianca. Lo scopo non era commemorativo o promozionale, ma si trattava di un test per capire quanto carburante si potesse risparmiare senza il peso aggiuntivo della vernice. Il risultato fu deludente poiché non si registrò alcun vantaggio economico, ma anzi aumentarono le spese di manutenzione. Gli esemplari in questione sono stati ridipinti nell'83 con i nuovi colori presentati nello stesso anno.
Nel dicembre 1993, in occasione degli imminenti XVII Giochi olimpici invernali di Lillehammer, in Norvegia, dei quali la compagnia era sponsor ufficiale, al McDonnell Douglas MD-82 LN-RLR venne applicata una livrea ad hoc. Su di esso appariva, nella parte anteriore, il logo "Lillehammer '94" e lo slogan in norvegese "Bli med på folkefesten" ("Venite ai festeggiamenti") in sostituzione al nome della compagnia aerea, mentre dal centro della fusoliera verso la coda erano disegnati degli omini stilizzati intenti nel praticare discipline sportive invernali; l'impennaggio orizzontale rimase invariato. L'aereo mantenne la livrea olimpionica fino all'estate del 1994.
Nel 1996, il McDonnell Douglas MD-87 SE-DIP venne verniciato temporaneamente con uno schema di colori commemorativo per la selezione di Copenaghen come capitale europea della cultura 1996. Anche in questo caso, al posto di "Scandinavian", vi era scritto il nome dell'evento. Sulla tutta la fusoliera era ripetuto, in grandi dimensioni, il logo "96".
Lo stesso anno, l'azienda avviò una campagna di marketing volta a ringiovanire i servizi e l'appeal dei voli domestici in Svezia. La medesima iniziativa era programmata anche per Danimarca e Norvegia. Si prevedeva di dipingere sei MD-82 nella livrea "Paper Plane", tutti con silhouette di aerei bianchi e colori di sfondo diversi, ma solo i primi due, LN-RLE e LN-RMD (verniciati rispettivamente in rosso e in blu) la ricevettero. L'aereo blu marche LN-RMD adottò i colori standard della Scandinavian Airlines già nell'autunno 1999, mentre il rosso conservò la livrea speciale fino all'inizio del 2002.
Nel 2006, il nuovissimo Airbus A319-100 OY-KBO venne consegnato alla compagnia nella livrea storica "Testa di drago" di fine anni 40, che indossa tuttora.
Ad aprile 2012 il Boeing 737-800 LN-RCY assunse un design dello stabilizzatore verticale caratterizzato da un ritratto fotografico di un ragazzo con la didascalia "Norges punktligeste person" ("persona più puntuale della Norvegia"). Simile ai disegni di coda degli aerei Norwegian Air Shuttle, tale livrea fu rimossa a settembre dello stesso anno. Il velivolo in questione venne dipinto, dal settembre 2013 al giugno 2014, con una livrea promozionale per il film Planes della Disney e nuovamente, dall'agosto 2015 al marzo 2017, con una celebrativa dei 4 milioni di iscritti ad EuroBonus, il frequent flyer di SAS.
Il Boeing 737-700 LN-TUD, tra dicembre 2015 e gennaio 2016, ricevette una livrea speciale natalizia, raffigurante un cuore blu nella parte anteriore della fusoliera e la scritta "Merry Christmas".
Per i 70 anni di attività della compagnia, nel 2016, venne svelata una livrea speciale sul Boeing 737-800 LN-RGI. In essa, il blu della coda si espandeva, sfumando, fino a metà della fusoliera, mentre il logo "SAS" compariva in grande anche nella parte anteriore del velivolo, seguito dalla scritta "Celebrating 70 years". Tale configurazione grafica rimase in uso fino a dicembre 2017
Nell'ottobre 2018 venne applicata sull'Airbus A320-200 SE-ROA una livrea pubblicitaria per la serie televisiva The Rain, in seguito a una partnership di SAS con Netflix. La colorazione venne rimossa nel giugno 2019.

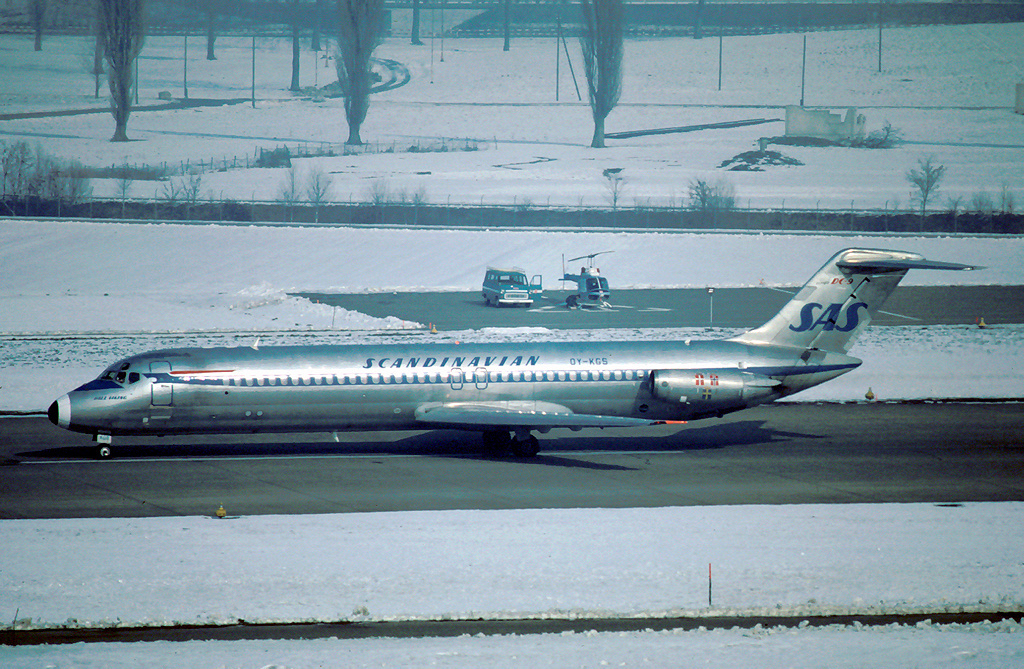
Il Douglas DC-9 OY-KGS in livrea metallica
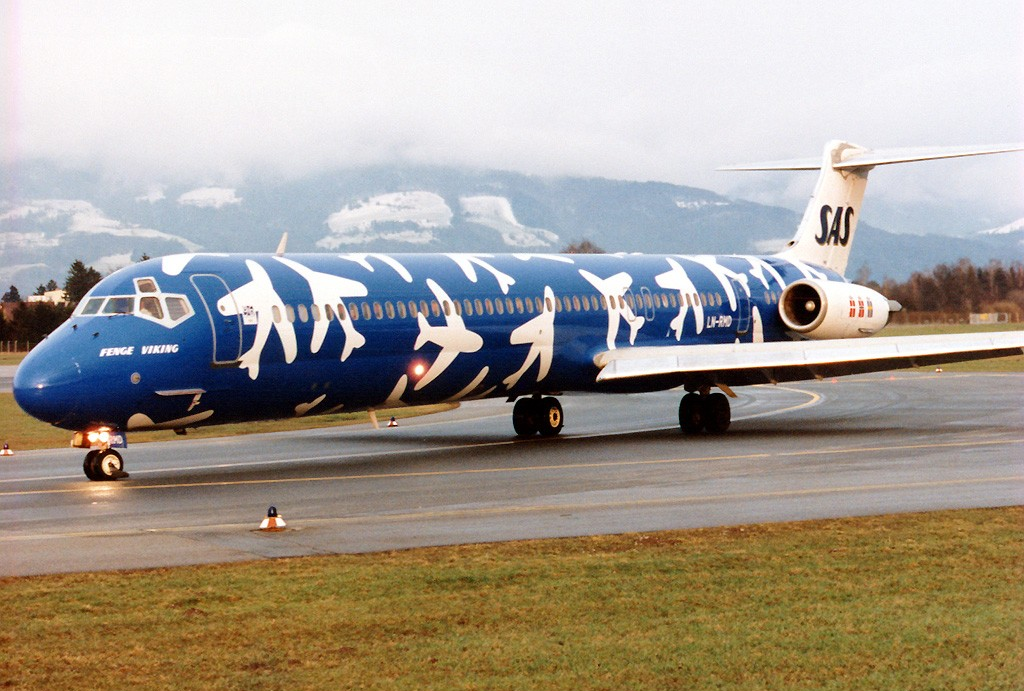
Il McDonnell Douglas MD-82 LN-RMD in livrea blu "Paper Planes"
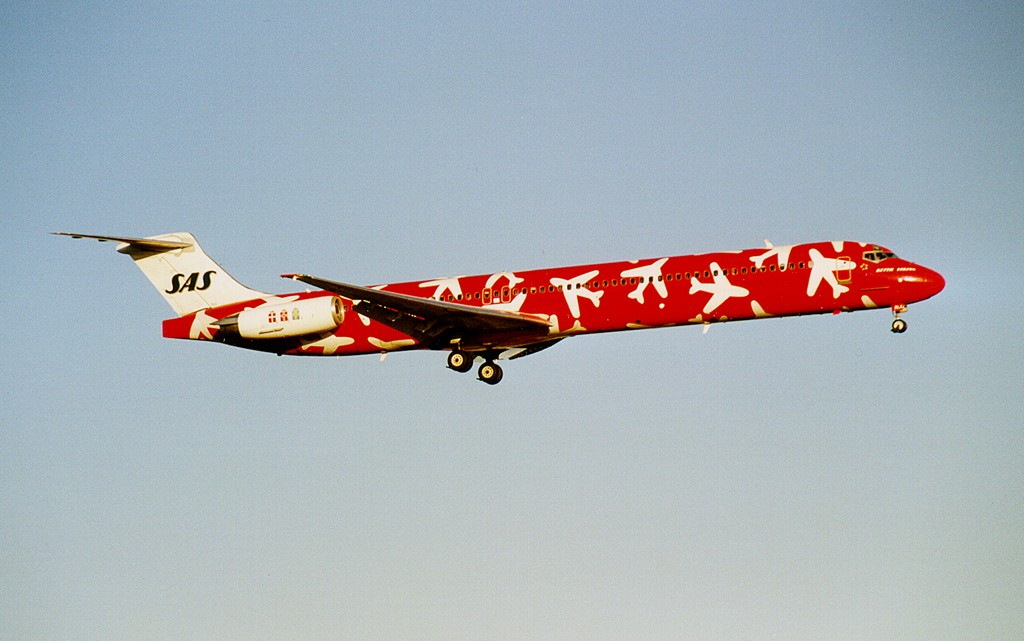
La variante rossa della livrea "Paper Planes" sul McDonnell Douglas MD-82 LN-RMD
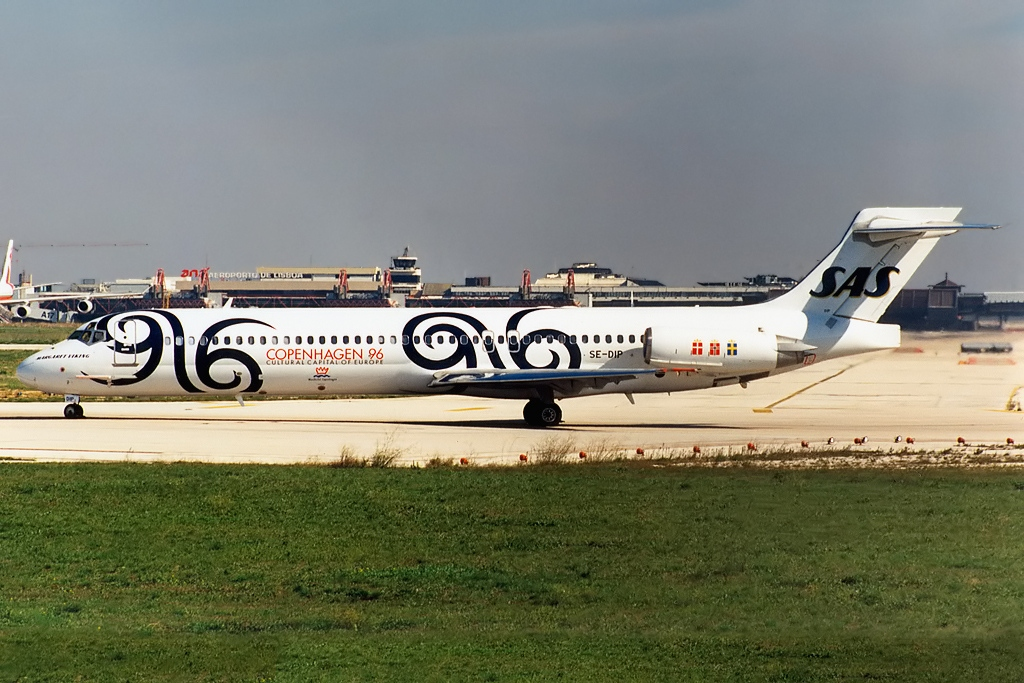
Il McDonnell Douglas MD-87 SE-DIP in livrea "Copenhagen '96"
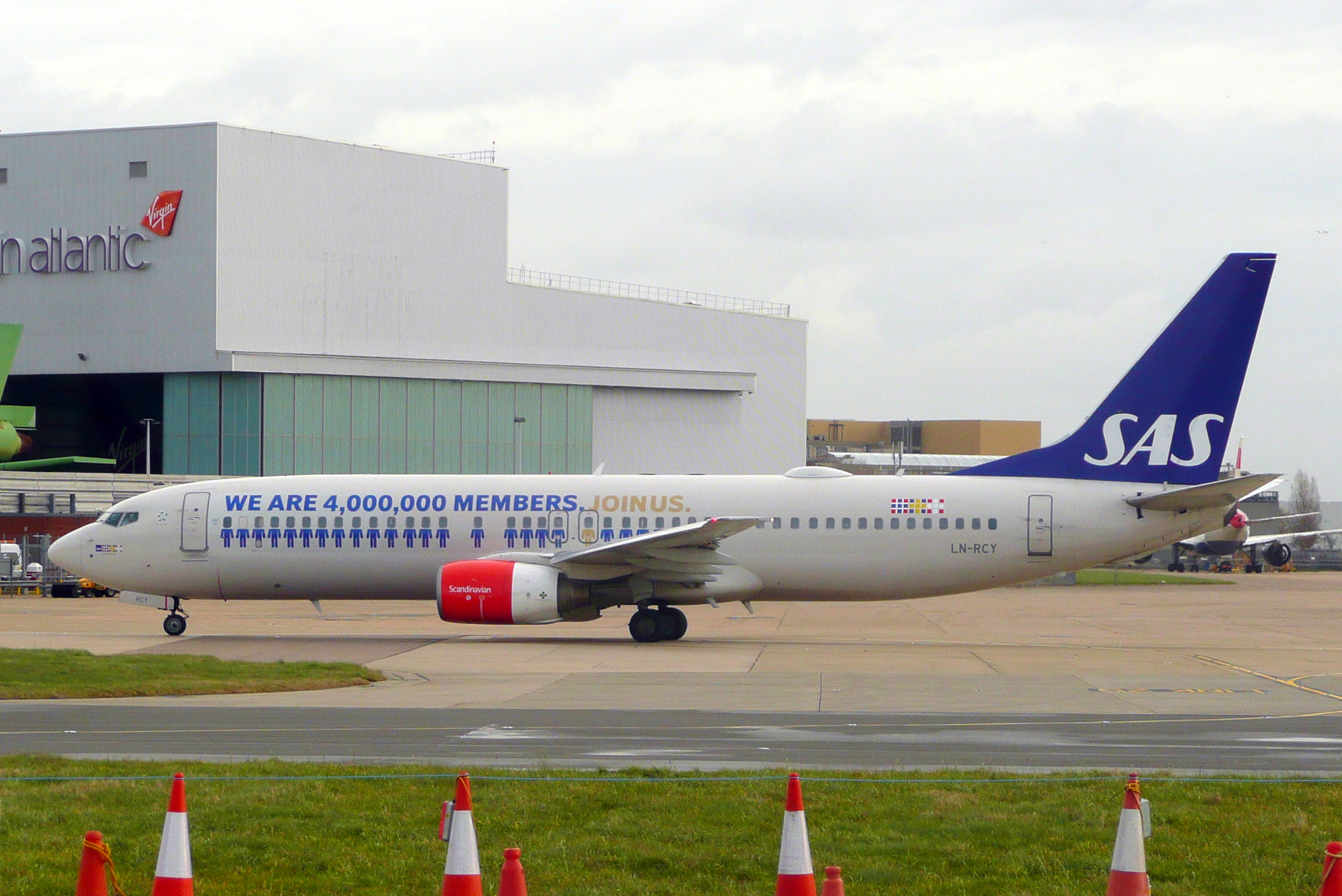
Il Boeing 737-800 LN-RCY in livrea EuroBonus
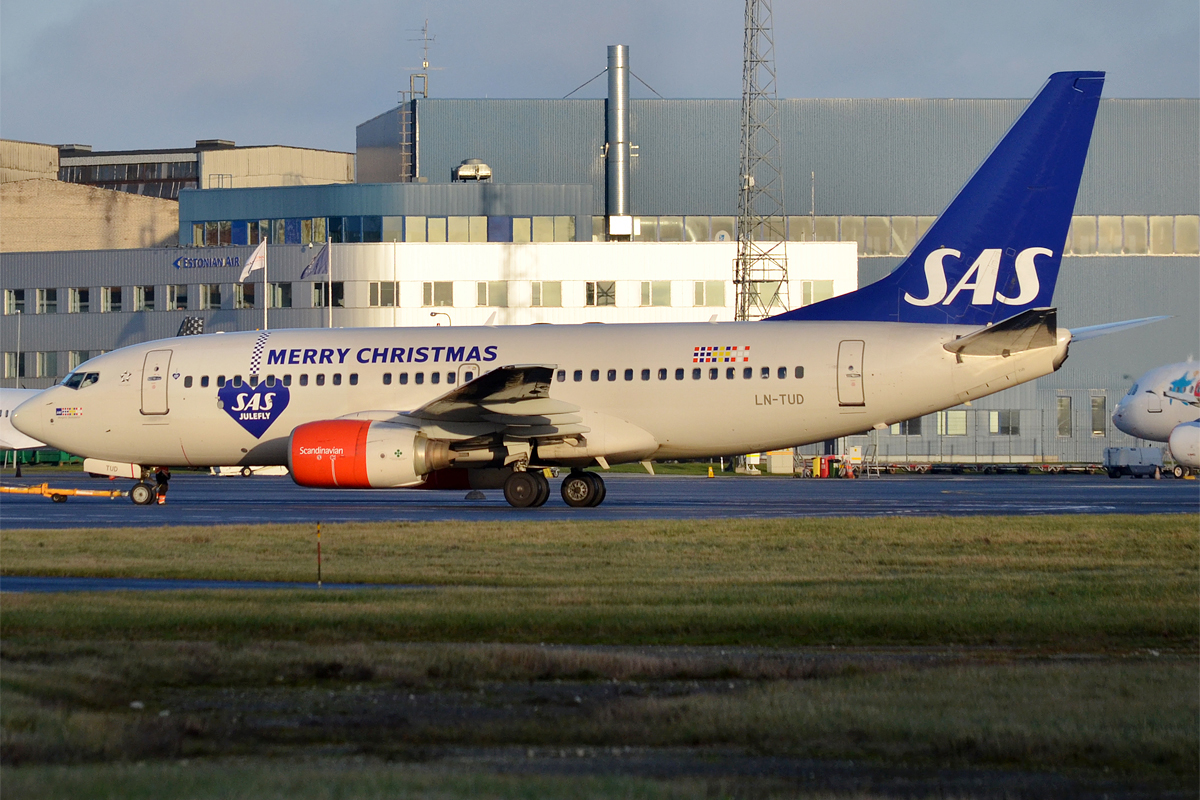
Il Boeing 737-700 LN-TUD in livrea natalizia "Juleflyet"
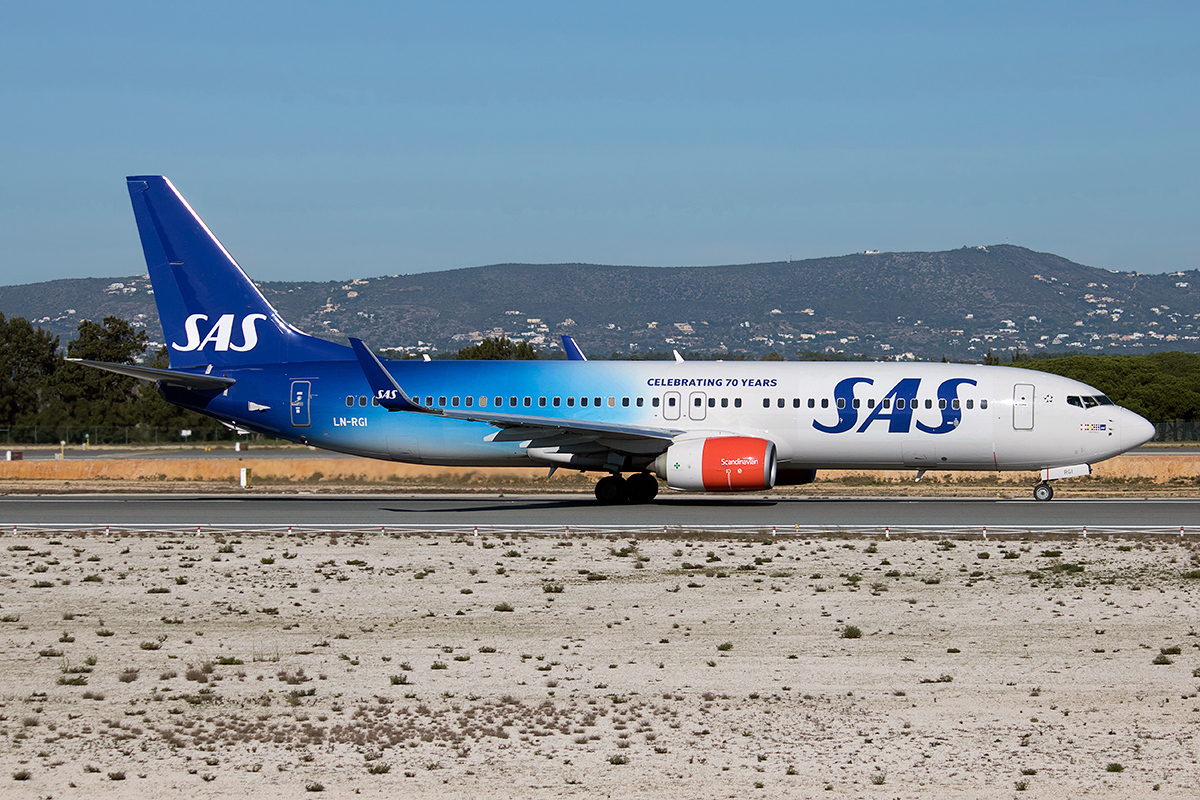
Il Boeing 737-800 LN-RGI in livrea 70º anniversario
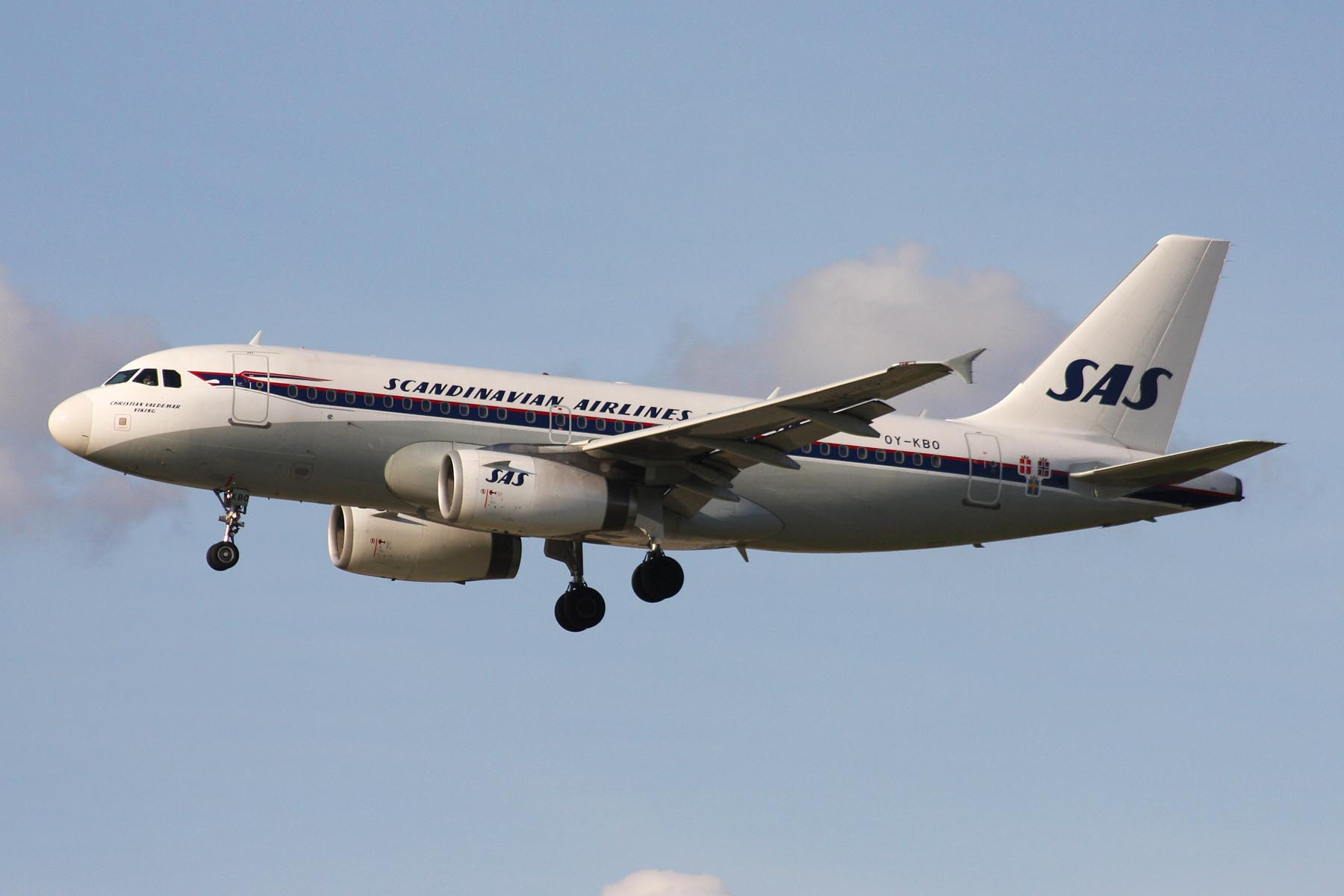
L'Airbus A319-100 OY-KBO in livrea rétro

#### Livree Star Alliance
Nel dicembre 1997 il Boeing 767-300ER OY-KDH venne colorato con la prima livrea della neonata alleanza globale Star Alliance, di cui Scandinavian era una delle fondatrici. La colorazione riprendeva elementi delle diverse livree delle compagnie membre. L'aereo volò con questo schema grafico fino al 2002, quando venne accantonato.
Nel 2003 fu il turno del Boeing 737-800 SE-DYT (poi LN-RRL) e, nel 2004, dell'Airbus A330-300 SE-REF (poi LN-RKN), che ricevettero però la seconda livrea dell'alleanza, unificata per tutte le aerolinee affiliate. Quest'ultimo nel 2014 venne riverniciato nei colori standard, mentre il Boeing la indossò fino alla radiazione, avvenuta nel 2022.
Tra il 2004 e il 2014, anche quattro MD-80 (OY-KHE, SE-DMB, OY-KHP, SE-DIB), due ulteriori Boeing 737-800 (LN-RRW, LN-RRE) e l'Airbus A340-300 OY-KBM furono dipinti nei colori dell'alleanza, che mantennero fino alle loro rispettive dismissioni, di cui l'ultima nel 2022.
Dallo stesso anno, tre dei quattro A319 della compagnia (OY-KBP, OY-KBR e OY-KBT), ad eccezione di quello "rétro", volano in livrea Star Alliance.

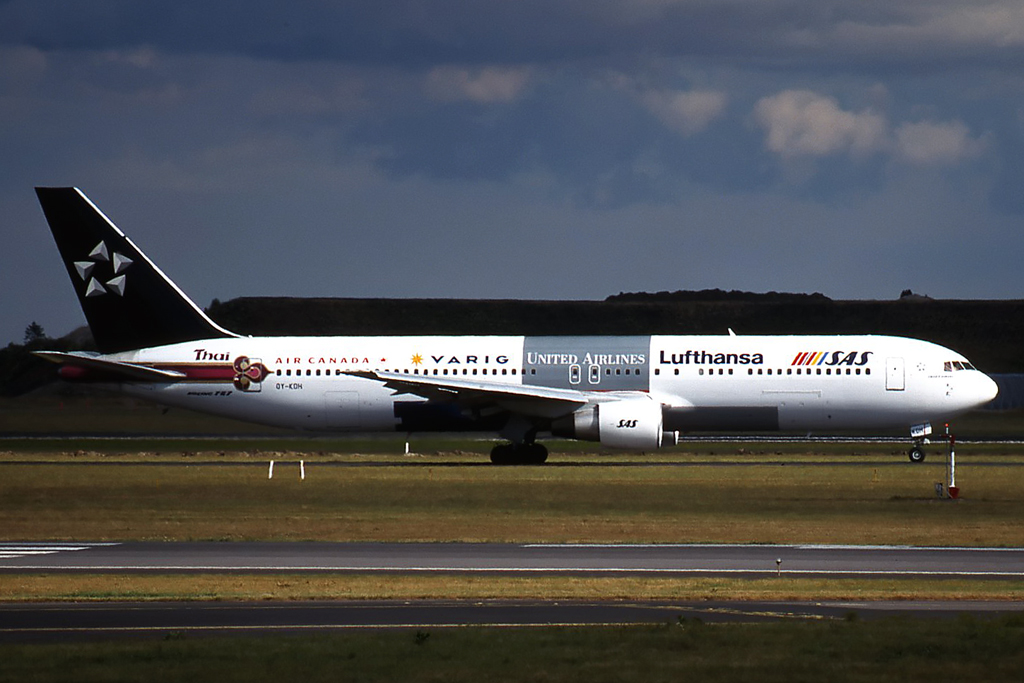
Il Boeing 767-300ER OY-KDH nella prima livrea Star Alliance
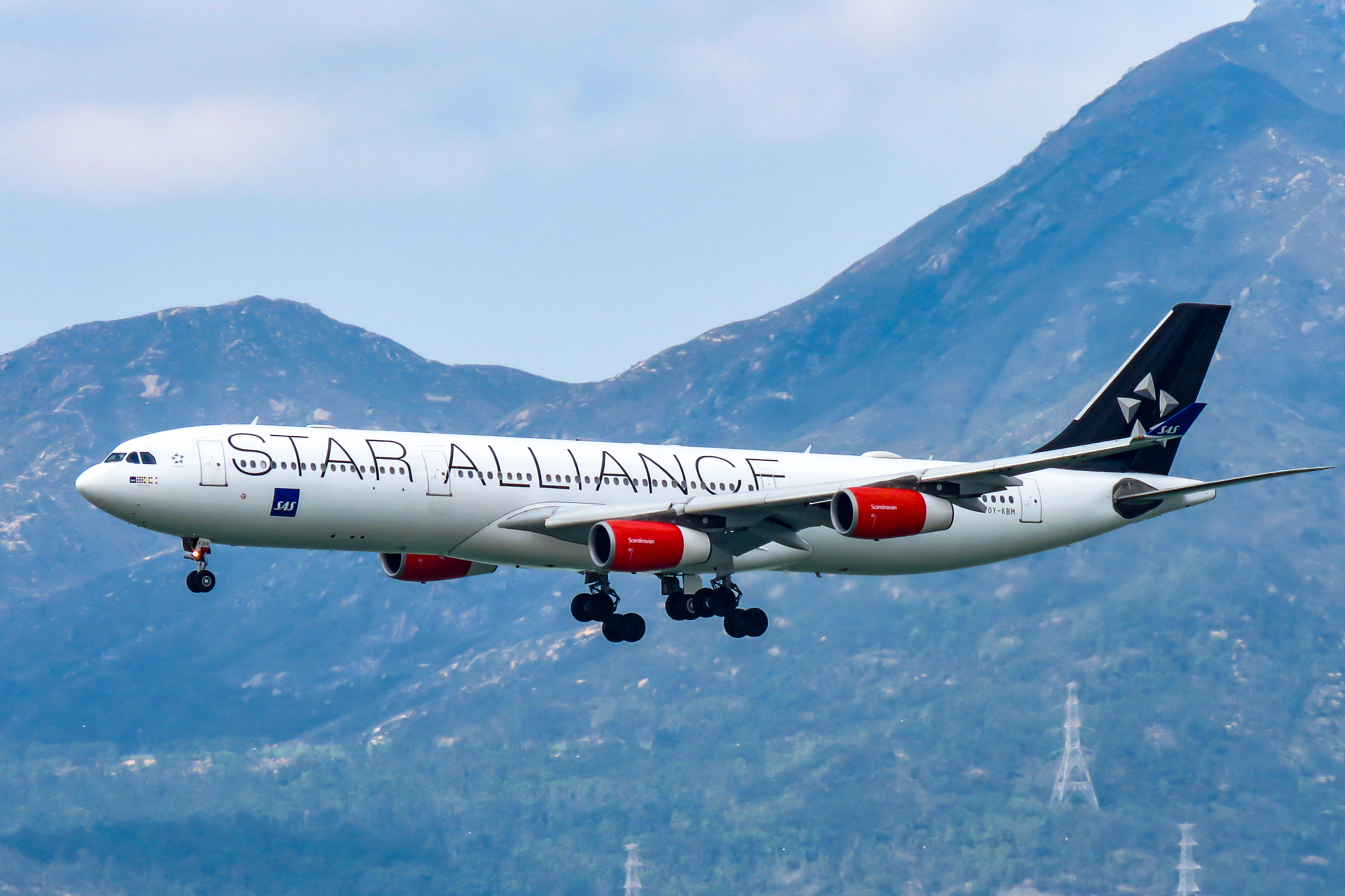
L'Airbus A340-300 OY-KBM nella seconda livrea Star Alliance
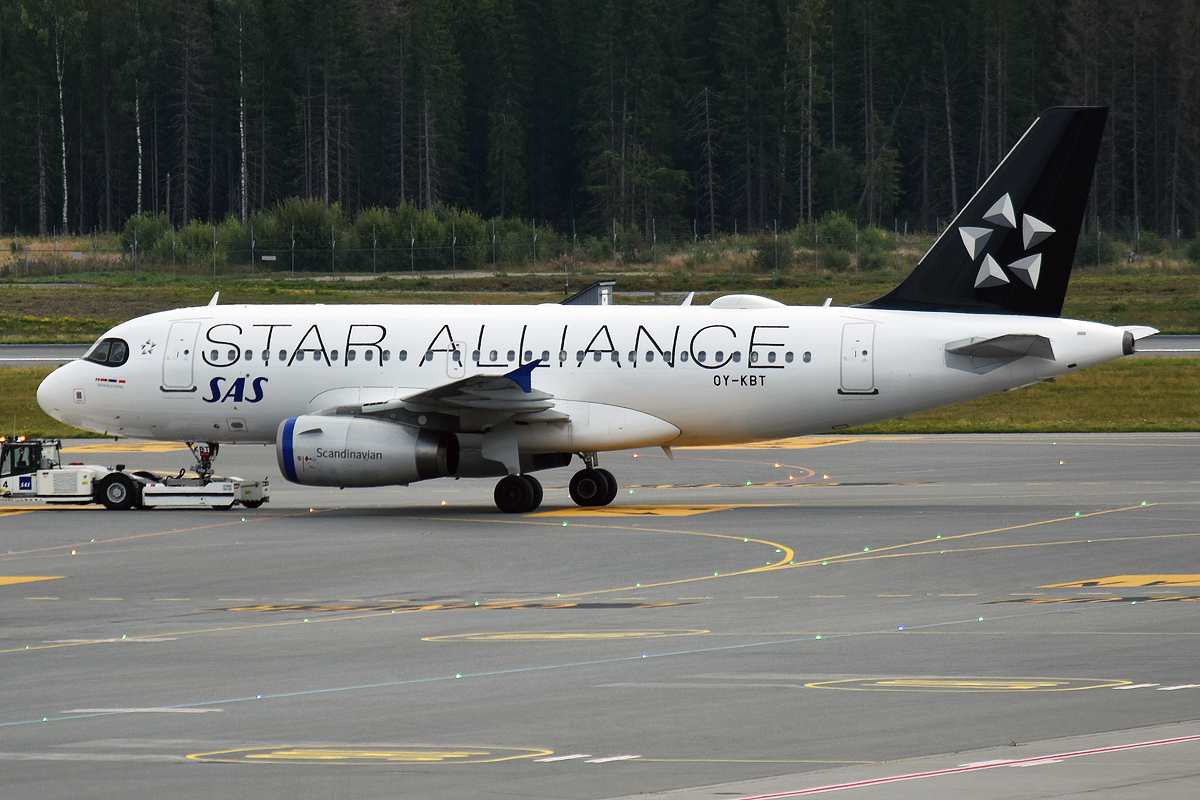
L'Airbus A319-100 OY-KBT in livrea Star Alliance, con il logo SAS introdotto nel 2019.

## Destinazioni
Al 2024 SAS vola dai suoi hub di Bergen, Copenhagen, Göteborg, Oslo, Stavanger, Stoccolma e Trondheim. Raggiunge 138 destinazioni nazionali e internazionali, in Africa, Asia, Europa, Nord e Sud America.

### Accordi di codeshare
A settembre 2024 SAS ha accordi di code-share con le seguenti compagnie:
- Aegean Airlines[49]
- airBaltic[50]
- Air Canada
- Air China
- Air France[51]
- All Nippon Airways
- Asiana Airlines
- Austrian Airlines
- Croatia Airlines
- Delta Air Lines[52]
- Egyptair
- El Al[53]
- Ethiopian Airlines
- Etihad Airways[54]
- Icelandair
- KLM[55]
- LOT Polish Airlines[56]
- Lufthansa
- Luxair[57]
- Singapore Airlines
- South African Airways
- Swiss International Air Lines
- Thai Airways International
- United Airlines
- Widerøe

### Alleanze
SAS è stato uno dei cinque vettori che hanno fondato Star Alliance il 14 marzo 1997.
Il 31 agosto 2024 ha lasciato l'alleanza per entrare in SkyTeam il giorno successivo.

## Flotta

### Flotta attuale

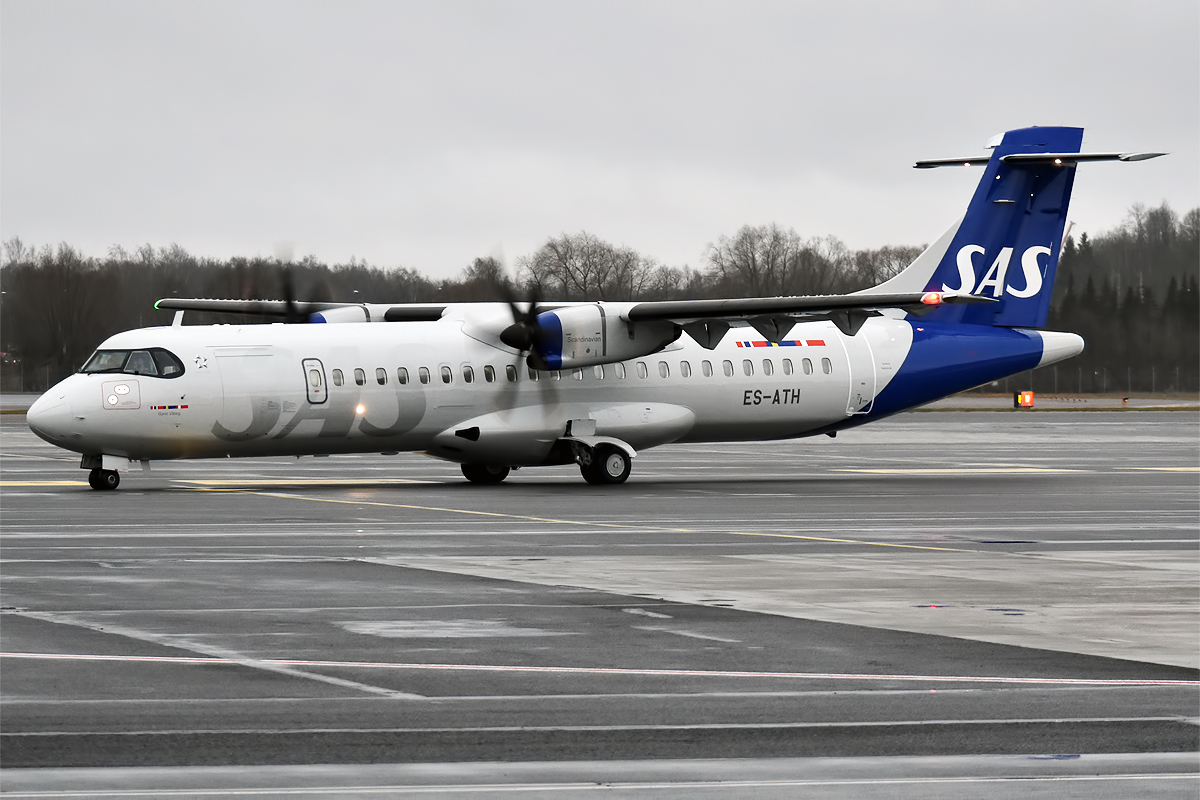
Un ATR 72-600.

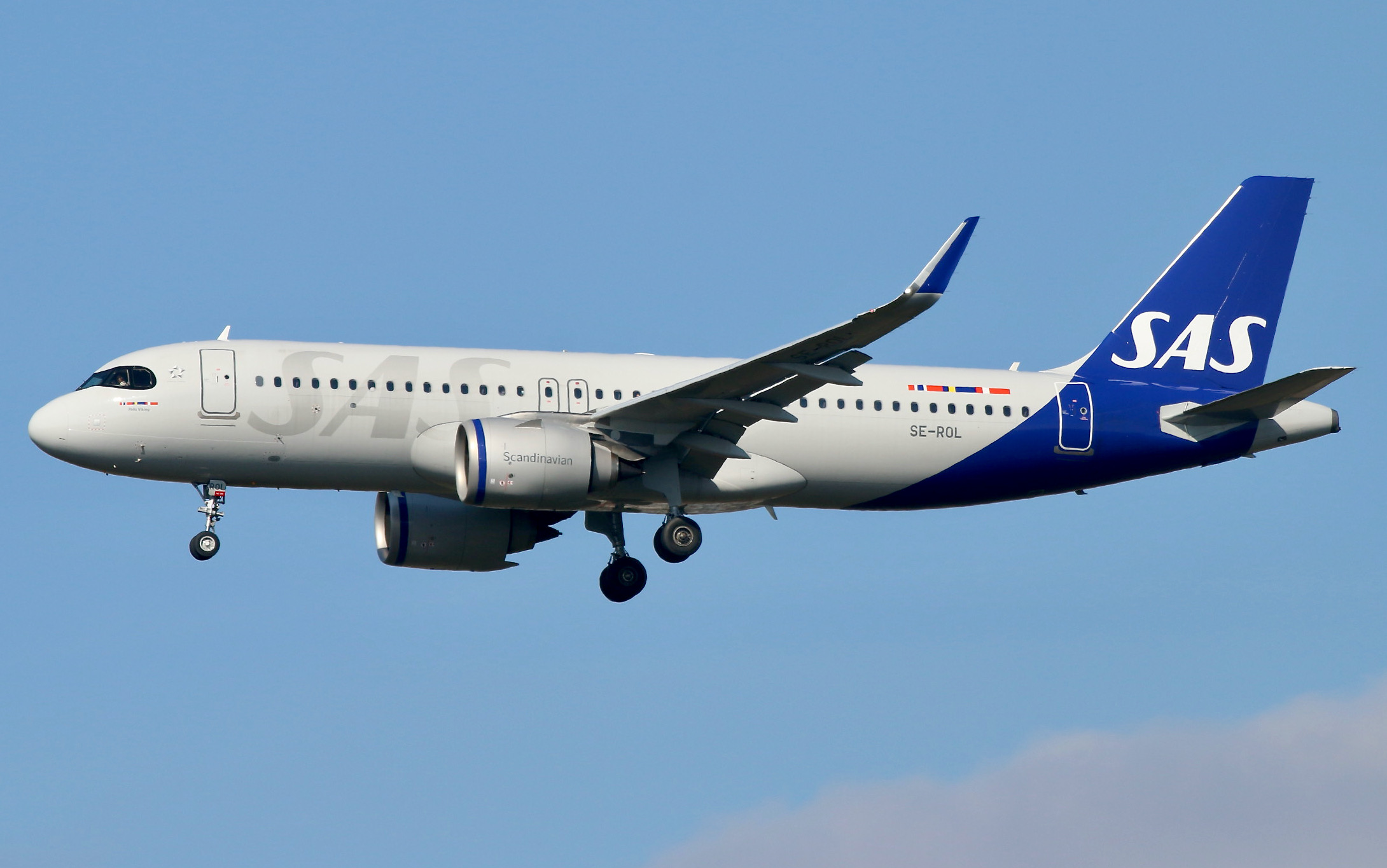
Un Airbus A320neo.

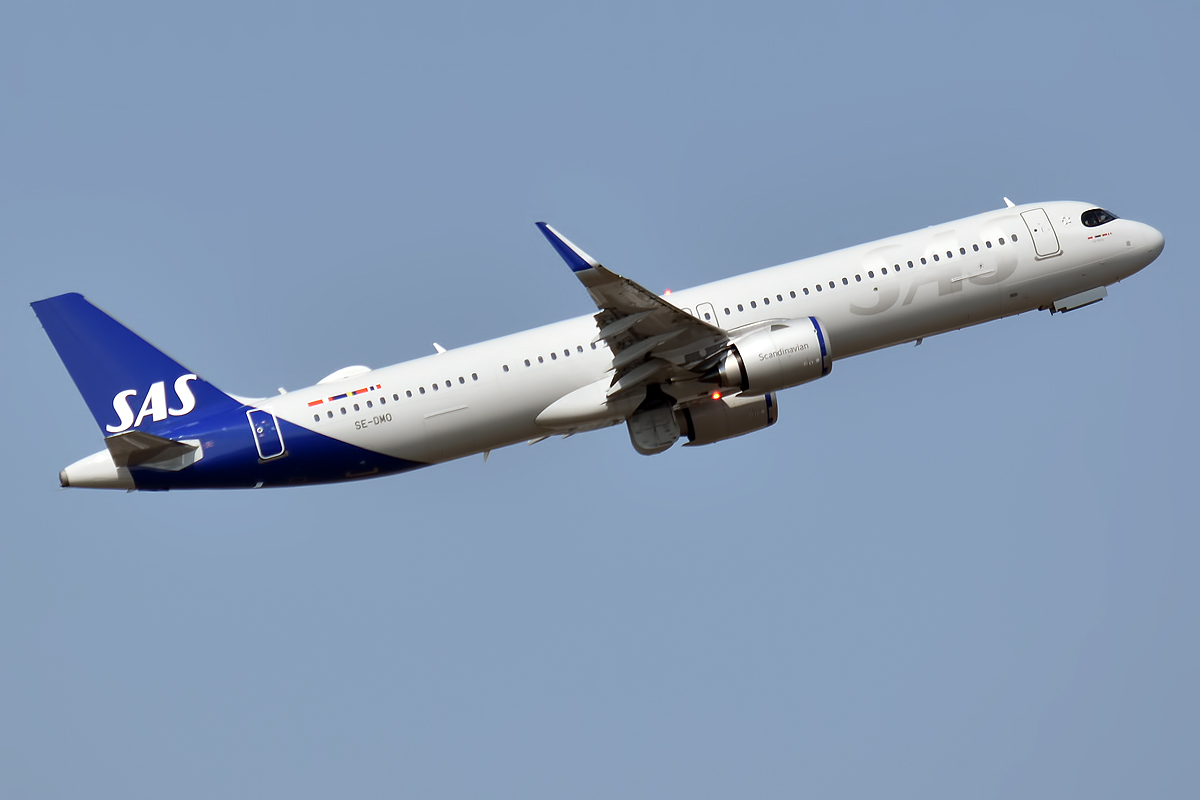
Un Airbus A321neo.

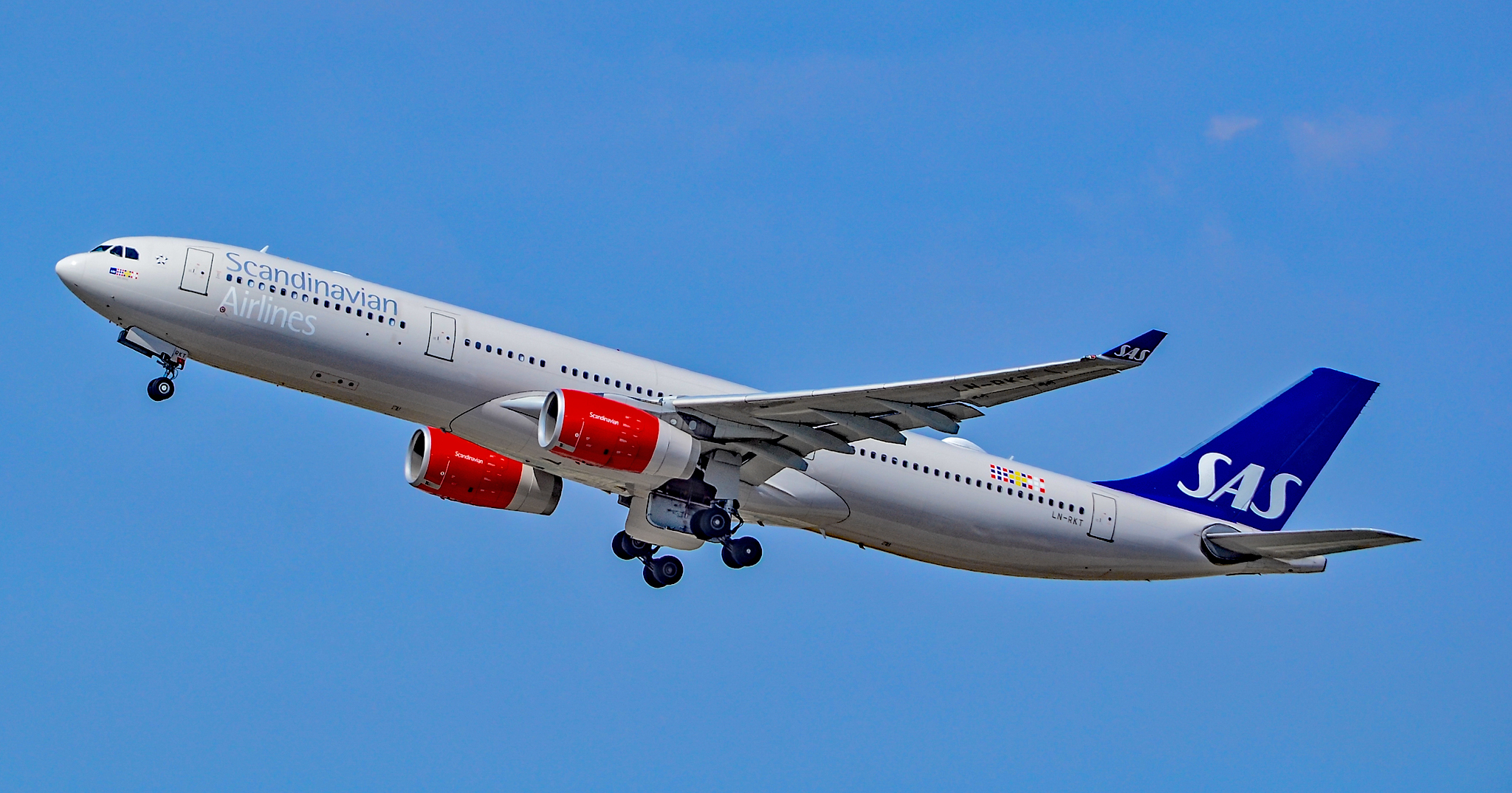
Un Airbus A330-300 nella livrea utilizzata fino al 2019.

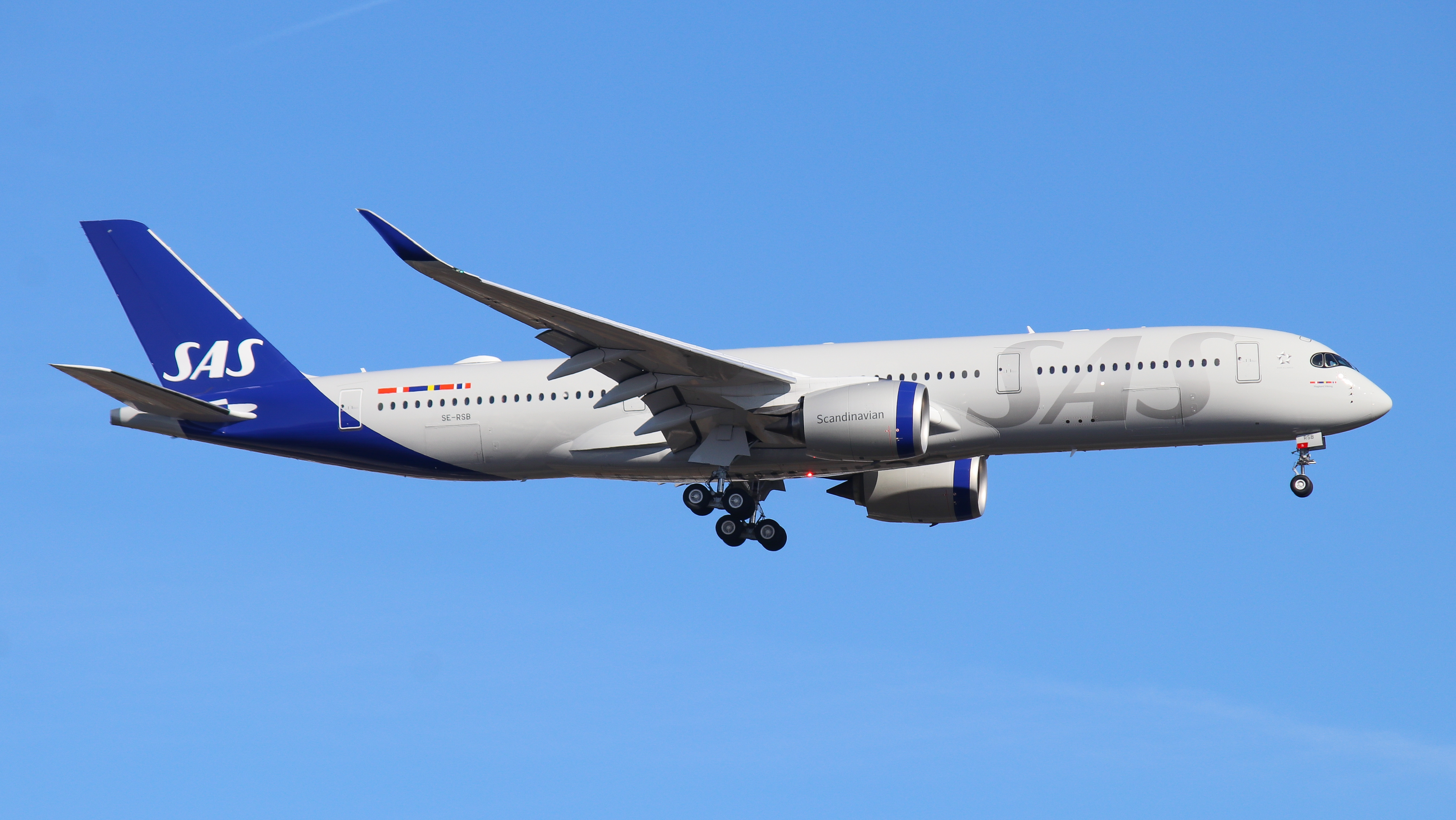
Un Airbus A350-900.

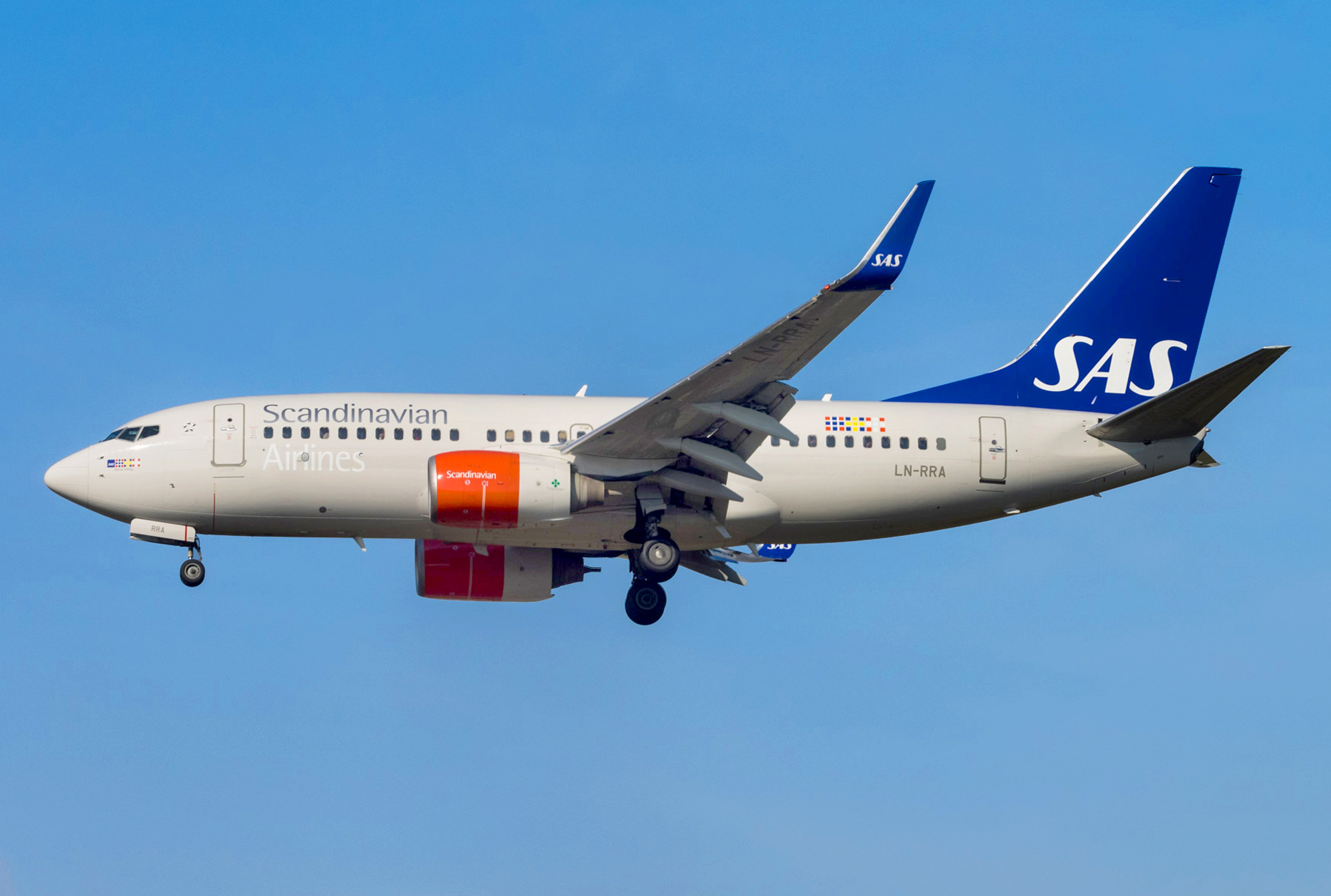
Un Boeing 737-700 nella livrea utilizzata fino al 2019.

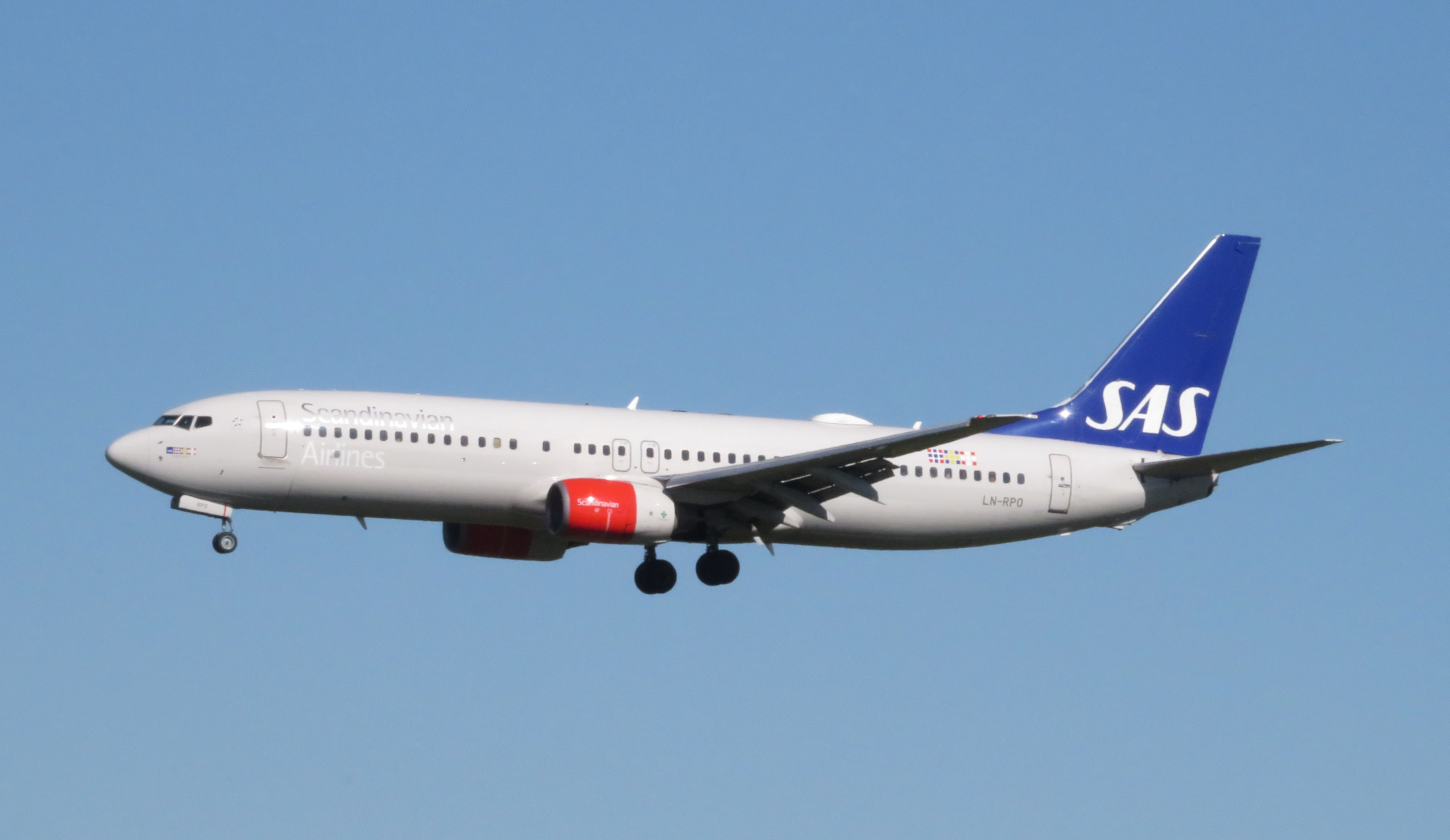
Un Boeing 737-800 nella livrea utilizzata fino al 2019.

Ad agosto 2024 la flotta di Scandinavian Airlines è così composta:

### Flotta storica

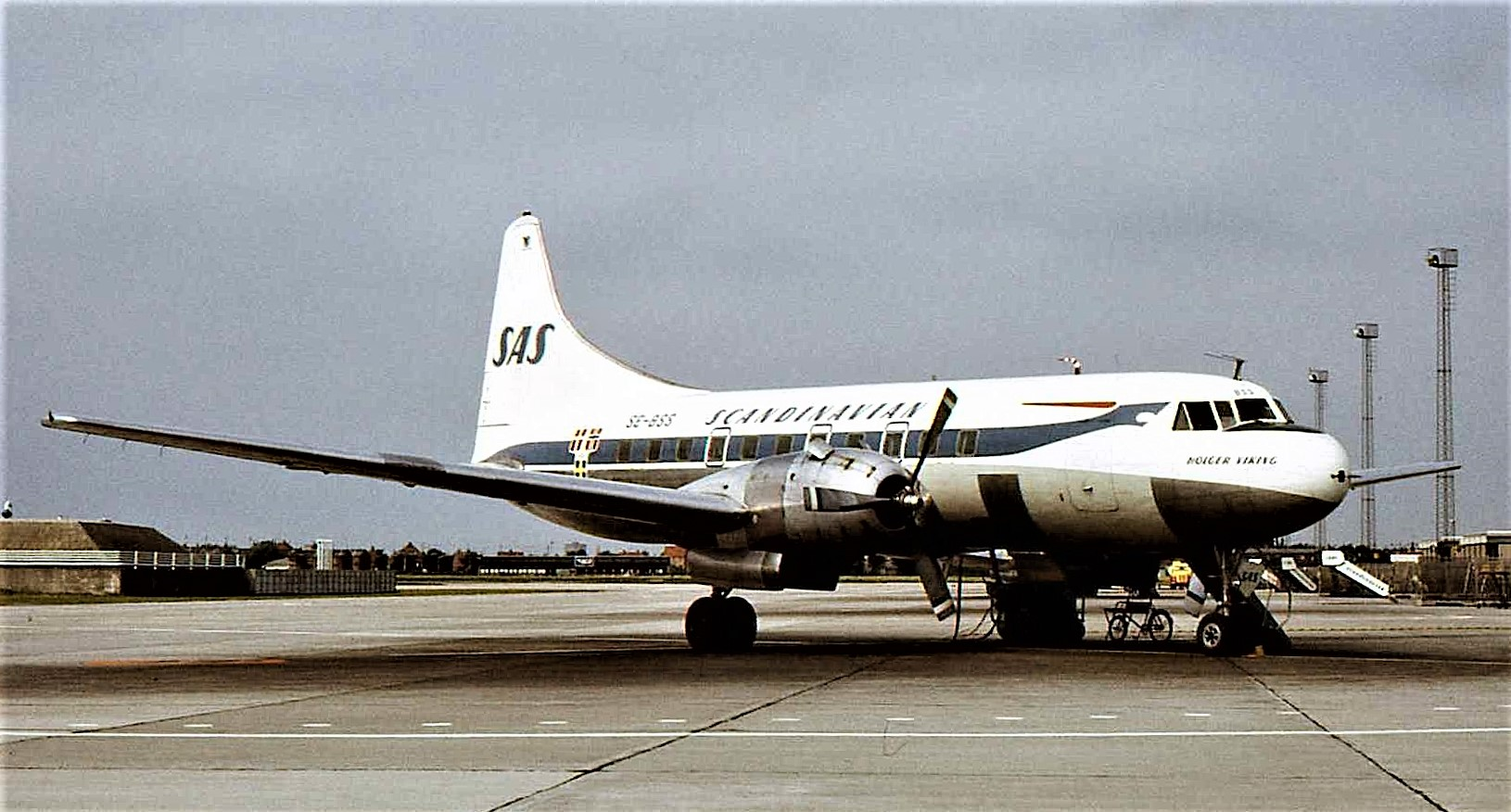
Uno degli ex Convair CV-440 nel 1972.

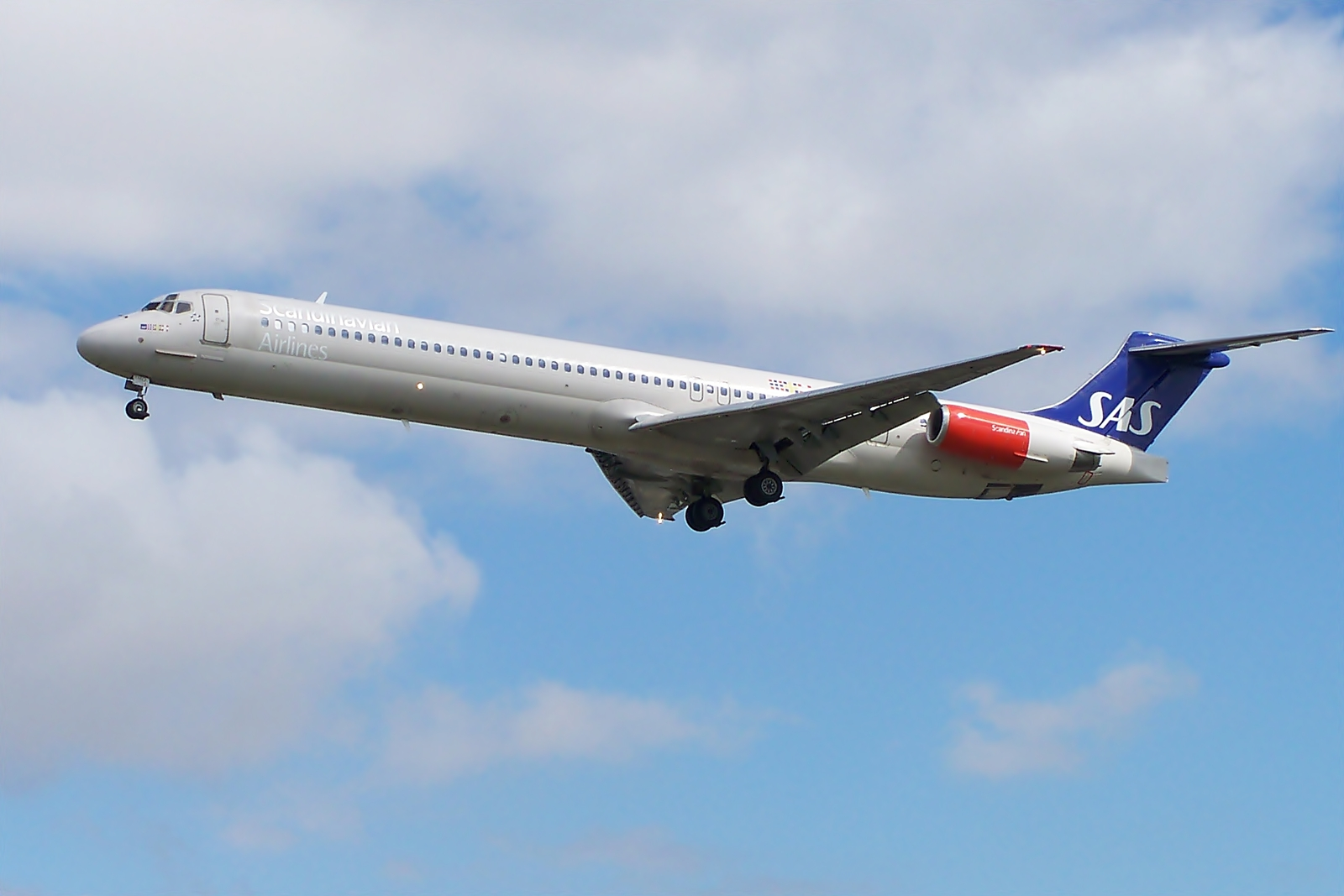
Uno degli ex McDonnell Douglas MD-82 nel 2011.

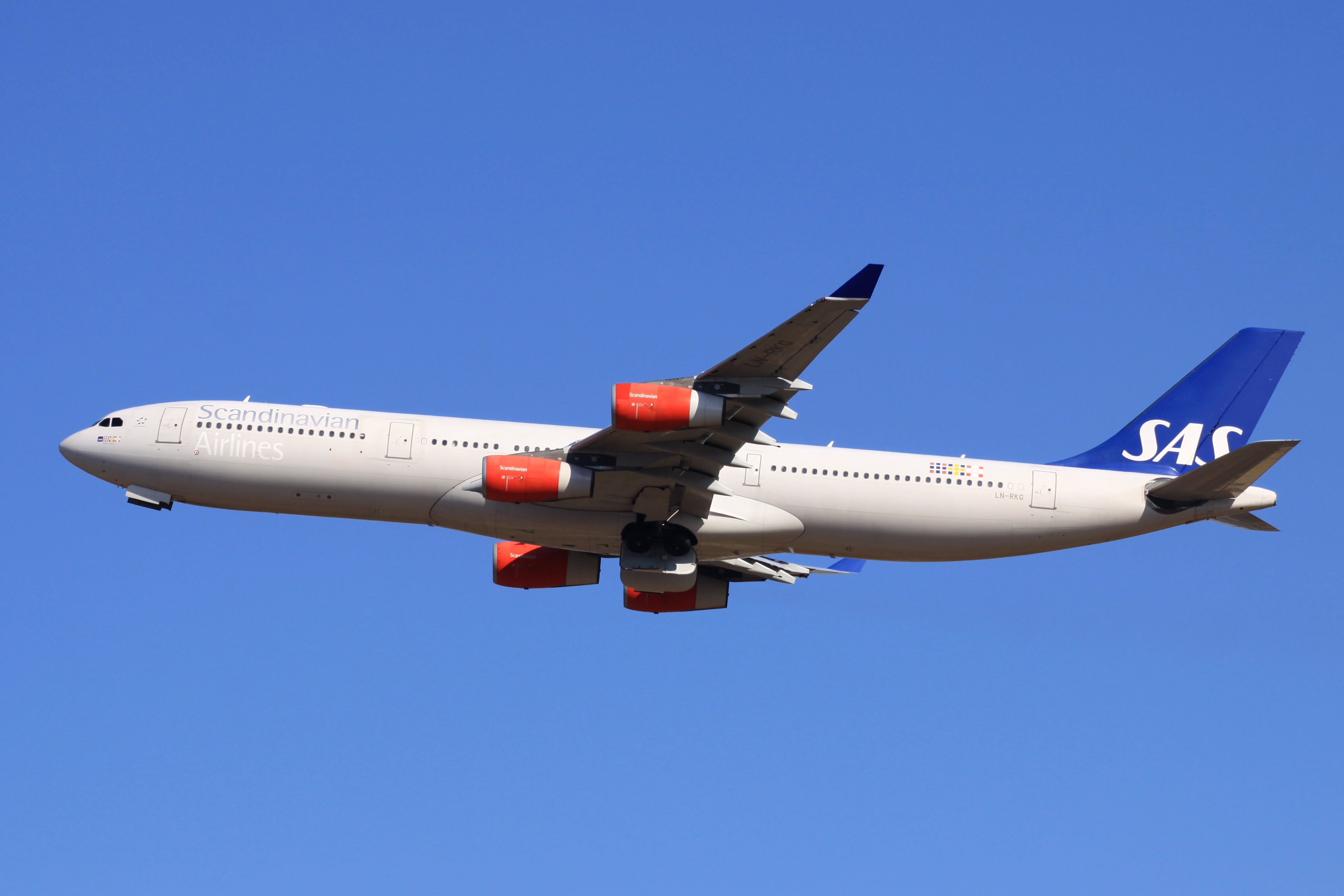
Uno degli ex Airbus A340-300 nel 2010.

Oltre a vari aerei d'epoca, Scandinavian Airlines operava in precedenza con i seguenti aeromobili:

## Incidenti

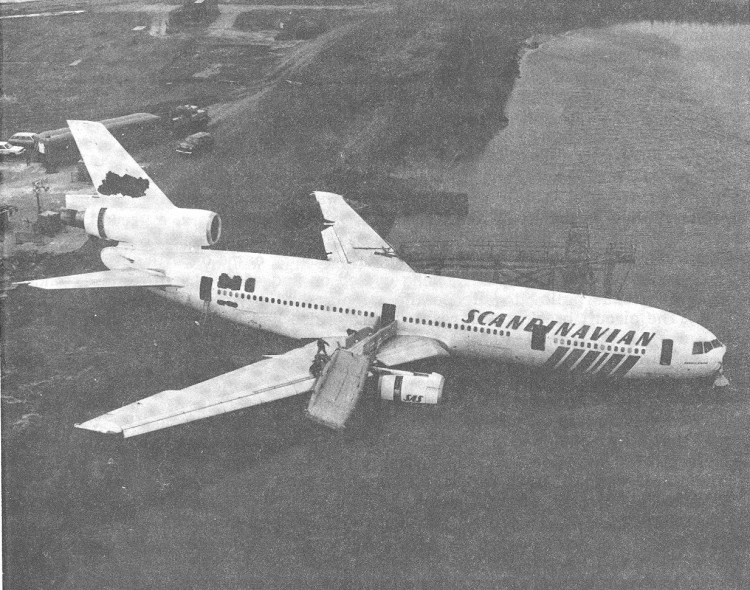
Il DC-10 uscito di pista a New York nel 1984. In 12 rimasero feriti.

- Il 13 gennaio 1969, il volo Scandinavian Airlines System 933, operato da un Douglas DC-8, precipitò in mare nella la baia di Santa Monica alle 19:21 ora locale, a circa 6 miglia nautiche (11 km) a ovest dell'aeroporto Internazionale di Los Angeles (LAX) in California, Stati Uniti. Lo schianto in mare fu causato da un errore dei piloti durante l'avvicinamento alla pista 07R; erano così occupati dal fatto che la spia del carrello anteriore non diventasse verde che persero consapevolezza della situazione e non riuscirono a tenere monitorata la loro quota. In 15 persero la vita.[63]
- Il 28 febbraio 1984, il volo Scandinavian Airlines System 901, operato da un McDonnell Douglas DC-10, uscì di pista durante l'atterraggio all'aeroporto Internazionale John F. Kennedy di New York. Il volo ebbe origine all'aeroporto di Stoccolma-Arlanda, Svezia, prima di uno scalo all'aeroporto di Oslo-Gardermoen, Norvegia. Tutti i 177 passeggeri e membri dell'equipaggio a bordo sopravvissero, anche se 12 rimasero feriti. L'incidente fu causato al mancato monitoraggio della velocità da parte dell'equipaggio e all'eccessivo affidamento all'automanetta dell'aereo.[64]
- Il 27 dicembre 1991, il volo Scandinavian Airlines 751, operato da un McDonnell Douglas MD-81 tra Copenaghen e Varsavia, fu costretto ad effettuare un atterraggio di emergenza in un campo vicino a Gottröra, in Svezia. Uno strato di ghiaccio si era formato sul lato interno delle ali (vicino alla fusoliera) prima del decollo e, rompendosi durante la salita, finì nei motori, causandone prima la sovratensione e poi lo spegnimento. Tutti i 129 occupanti sopravvissero allo schianto dell'aereo.[65]
- L'8 ottobre 2001 avvenne il disastro aereo di Linate. L'incidente coinvolse un Cessna Citation CJ2 privato entrato erroneamente nella pista di decollo principale dell'aeroporto milanese e investito da un McDonnell Douglas MD-87 della Scandinavian Airlines che stava decollando come regolarmente previsto. L'impatto uccise gli occupanti del Cessna e danneggiò l'MD-87 al punto da impedirgli di completare il decollo e farlo schiantare contro un edificio adibito allo smistamento dei bagagli, situato sul prolungamento della pista. L'impatto e l'incendio successivamente sprigionatosi non lasciarono scampo agli occupanti di entrambi gli aeromobili, né a quattro addetti allo smistamento bagagli al lavoro nel reparto. Un quinto addetto ai bagagli, seppur gravemente ustionato su gran parte del corpo, si salvò, risultando l'unico sopravvissuto al disastro.[66]